# Zadig

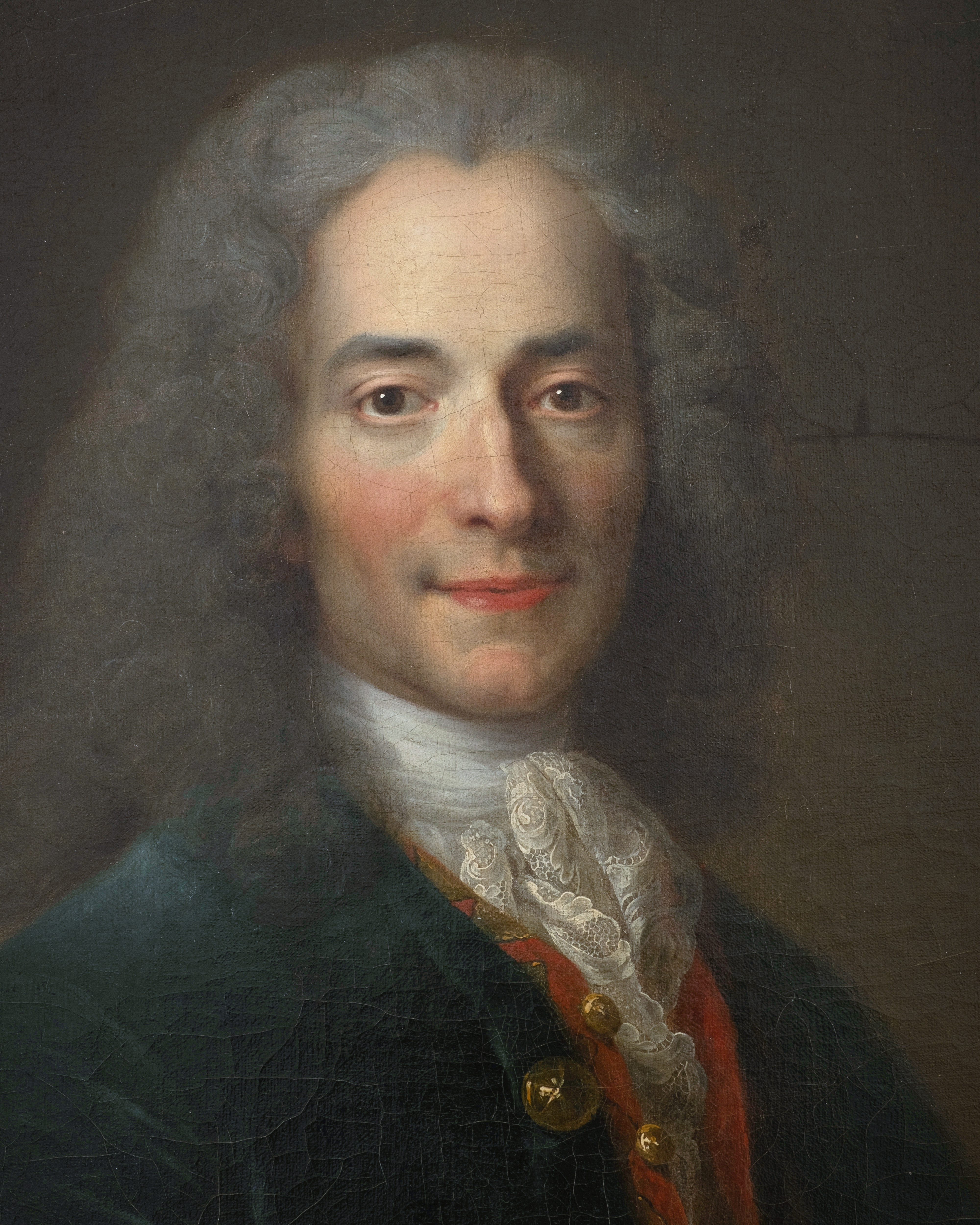
Voltaire

Zadig – powiastka filozoficzna francuskiego filozofa Voltaire’a, wydana w 1747 r. Pierwotny tytuł powieści brzmiał Memnon. Histoire orientale (Memnon. Powieść wschodnia). W następnym wydaniu w 1748 r. Voltaire poszerzył dzieło o kilka rozdziałów i zmienił jego tytuł na obecny: Zadig, ou la destinée. Histoire orientale. W przekładzie na język polski Tadeusza Boya Żeleńskiego tytuł powieści brzmi Zadig czyli Los. Powieść wschodnia. Zadig jest powiastką filozoficzną, ukazującą kwestie filozoficzne i społeczne, będące przedmiotem zainteresowania intelektualistów w XVIII-wiecznej Francji, ubraną jednak w kostium baśni wschodnich, a także posiadającą cechy średniowiecznych romansów rycerskich. W przedstawieniu burzliwych dziejów tytułowego bohatera (częściowo o charakterze autobiograficznym) Voltaire przeprowadza krytykę stosunków panujących w XVIII-wiecznym społeczeństwie francuskim, propaguje wyznawaną przez siebie filozofię deistyczną, wreszcie próbuje odpowiedzieć na pytanie o sens zła na świecie.

## GenezaZadiga

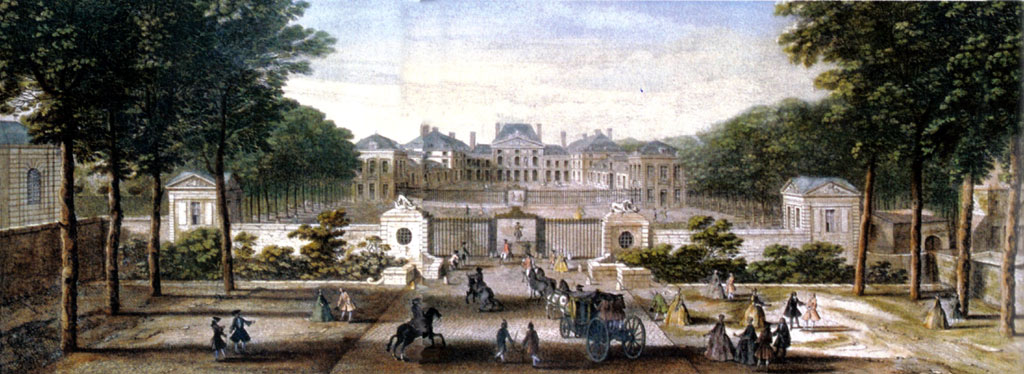
Pałac w Sceaux w czasach księżnej Anne-Louise, miejsce powstania Zadiga

Powstanie Zadiga jest związane z pobytem Voltaire’a na dworze Anne-Louise Bénédicte de Bourbon-Condé, księżnej Maine, z którą Voltaire był związany od swojej młodości. Księżna była jedną z inicjatorek spisku przeciwko regentowi Filipowi II Burbonowi Orleańskiemu i pod jej wpływem Voltaire napisał pamflet skierowany przeciwko regentowi, za który w 1717 r. trafił do Bastylii. W swojej siedzibie w Sceaux księżna utrzymywała dwór wzorowany na wersalskim (la petit cour de Sceaux), na którym założyła tzw. „zakon pszczoły” (nazwa pochodziła od pszczoły w jej herbie). Do artystów, pisarzy i intelektualistów, którymi się otaczała, oprócz Voltaire’a, należeli np. jego przyjaciółka Émilie du Châtelet, Bernard Fontenelle, Monteskiusz, Jean le Rond d’Alembert, późniejszy kardynał François-Joachim de Pierre de Bernis, Jean-Baptiste Rousseau, Jacques-Bénigne Bossuet, Pierre de Marivaux i François Couperin Le Grand.

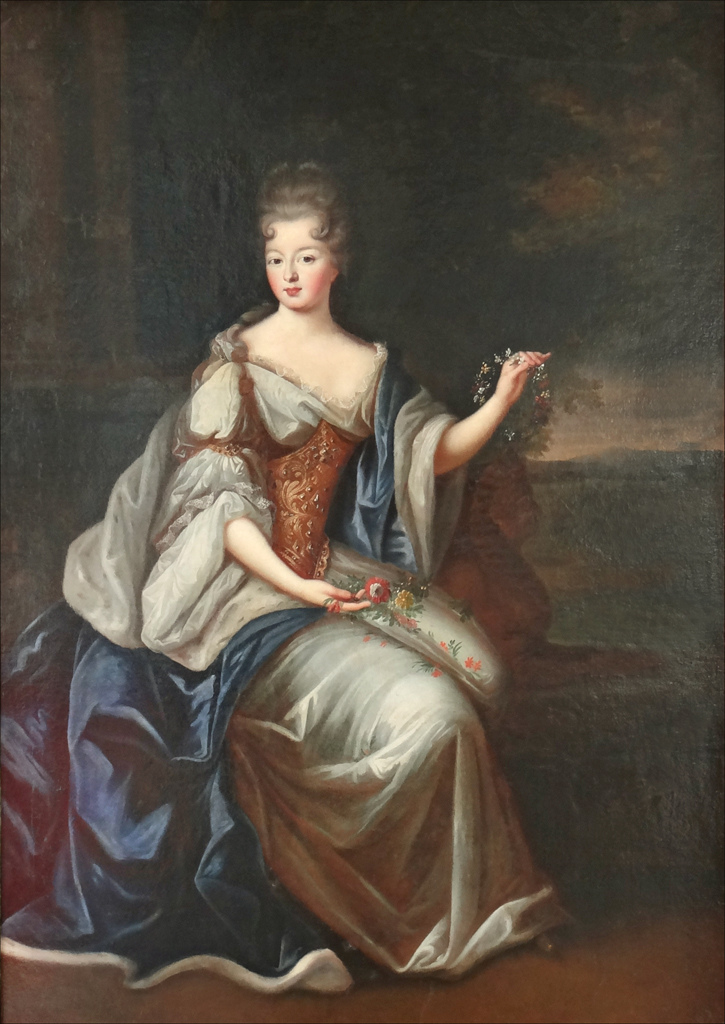
Anne-Louise Bénédicte de Bourbon-Condé, księżna Maine

Powstanie powieści jest związane z incydentem w 1747 r., kiedy to Voltaire znowu naraził się władzy. Podczas gry w karty na dworze królewskim szepnął po angielsku do swojej przyjaciółki Émilie du Châtelet, która grała przy jednym stole z królową: „Przestań. Nie widzisz, że grasz z łajdakami?”. O uwadze tej doniesiono królowej, na skutek czego Voltaire, aby uniknąć aresztowania, musiał ratować się ucieczką. Pomogła mu księżna Maine, która na trzy miesiące udzieliła Voltaire'owi schronienia w swoim zamku. Pisarz wykorzystał ten czas na napisanie Zadiga i innej powiastki filozoficznej Mikromegas. Atmosfera panująca na dworze księżnej oraz rozmowy z nią, podczas których pisarz dowiadywał się wielu plotek z życia arystokracji francuskiej, z pewnością wpłynęły na tematy poruszane przez Zadiga.

## Streszczenie
Książkę poprzedza „Aprobata”, będąca parodią aprobaty cenzury, oraz dedykacja i jednocześnie hymn pochwalny autorstwa niejakiego Sadiego na cześć „sułtanki Sheraa”. Według Tadeusza Boya-Żeleńskiego pod imieniem sułtanki Sheraa kryje się Madame de Pompadour, protektorka Voltaire’a i innych francuskich pisarzy oświeceniowych na dworze Ludwika XV, jednak, biorąc po uwagę genezę Zadiga, bardziej prawdopodobne jest to, że Voltaire zadedykował swoją książkę Anne-Louise, księżnej Maine. Zadig w dedykacji przedstawiony jest jako tłumaczenie z języka starochaldejskiego na język arabski, z którego to języka powieść miała być z kolei przełożona na francuski.

### W Babilonie
Akcja powieści rozpoczyna się w Babilonie (w Zadigu symbolizującym Paryż i Francję), w którym za panowania króla Moabdara żyje bohater powieści – tytułowy Zadig. Młody człowiek (którego imię w języku arabskim znaczy „prawdomówny”, a języku hebrajskim „sprawiedliwy”, por. żydowskie „cadyk”) jest bogaty i szlachetnie urodzony, a przy tym pełen wszelkich zalet: unika szyderstwa, nie chełpi się, jest wspaniałomyślny i wykazuje zainteresowanie wszelkimi naukami, zwłaszcza przyrodniczymi.

#### Zadig jako mąż

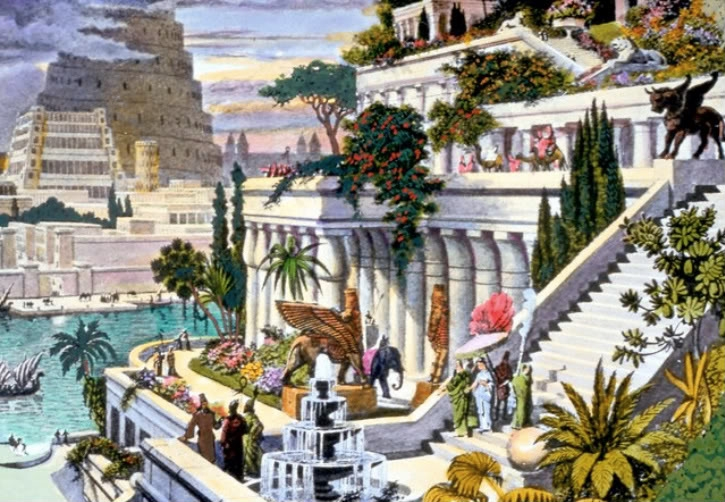
Wiszące ogrody w Babilonie. Sztych Martina Heemskercka z XVI w.

Wyróżniający się bogactwem i wielkodusznością Zadig planuje zaślubić Semirę, „pierwszą partię w Babilonie”, czym naraża się Orkanowi, siostrzeńcowi babilońskiego ministra, który również ubiegał się o względy Semiry. Rozwścieczony Orkan nasyła na spacerujących razem Zadiga i Semirę zbirów, którzy chcą porwać ukochaną. Zadig dzielnie odpiera napastników, doznaje jednak przy tym groźnej rany oka. Przybyły z Egiptu lekarz wyrokuje, że Zadig straci oko; po dwóch dniach okazuje się jednak, że nie miał racji – Zadig sam dochodzi do zdrowia, tylko po to, aby się dowiedzieć, że jego ukochana Semira, która jeszcze niedawno zapewniała go o swojej wdzięczności za ratunek z rąk zbirów, właśnie wyszła za mąż za Orkana, oświadczając, że ma nieprzeparty wstręt do jednookich.
Zadig, rozczarowany niestałością panny chowanej na dworze, poślubia mieszczankę Azorę. „Najcnotliwsza i najbogobojniej wychowana w całym mieście” Azora pewnego razu po powrocie z przechadzki opowiada oburzona Zadigowi o zakłamaniu swojej znajomej – wdowy. Ta po śmierci męża przyrzekła, że wytrwa przy grobowcu zmarłego obok strumienia tak długo, póki woda będzie przepływała tamtędy, a już po dwóch dniach Azora zastała ją przy próbach odwrócenia biegu strumienia.
Zadig, któremu „ten nadmiar cnoty zaczął się nie podobać”, w porozumieniu ze swoim przyjacielem Kadorem postanawia poddać żonę próbie. Kiedy pewnemu razu Azora powraca do domu, służba mówi jej, że pan umarł. Zrozpaczoną Azorę odwiedza Kador, aby ją pocieszyć; Azora obdarza go coraz większą przychylnością. Podczas wieczerzy, zaledwie drugiego dnia po rzekomej śmierci Zadiga, Kador zaczyna uskarżać się za ból śledziony i twierdzi, że może go uleczyć jedynie przyłożenie do boku nosa niedawno zmarłego człowieka. Coraz bardziej zauroczona Kadorem Azora nie waha się pospieszyć z brzytwą do grobowca Zadiga, aby uciąć mu nos, na co ten wstaje i demaskuje jej hipokryzję.

#### Zadig jako uczony

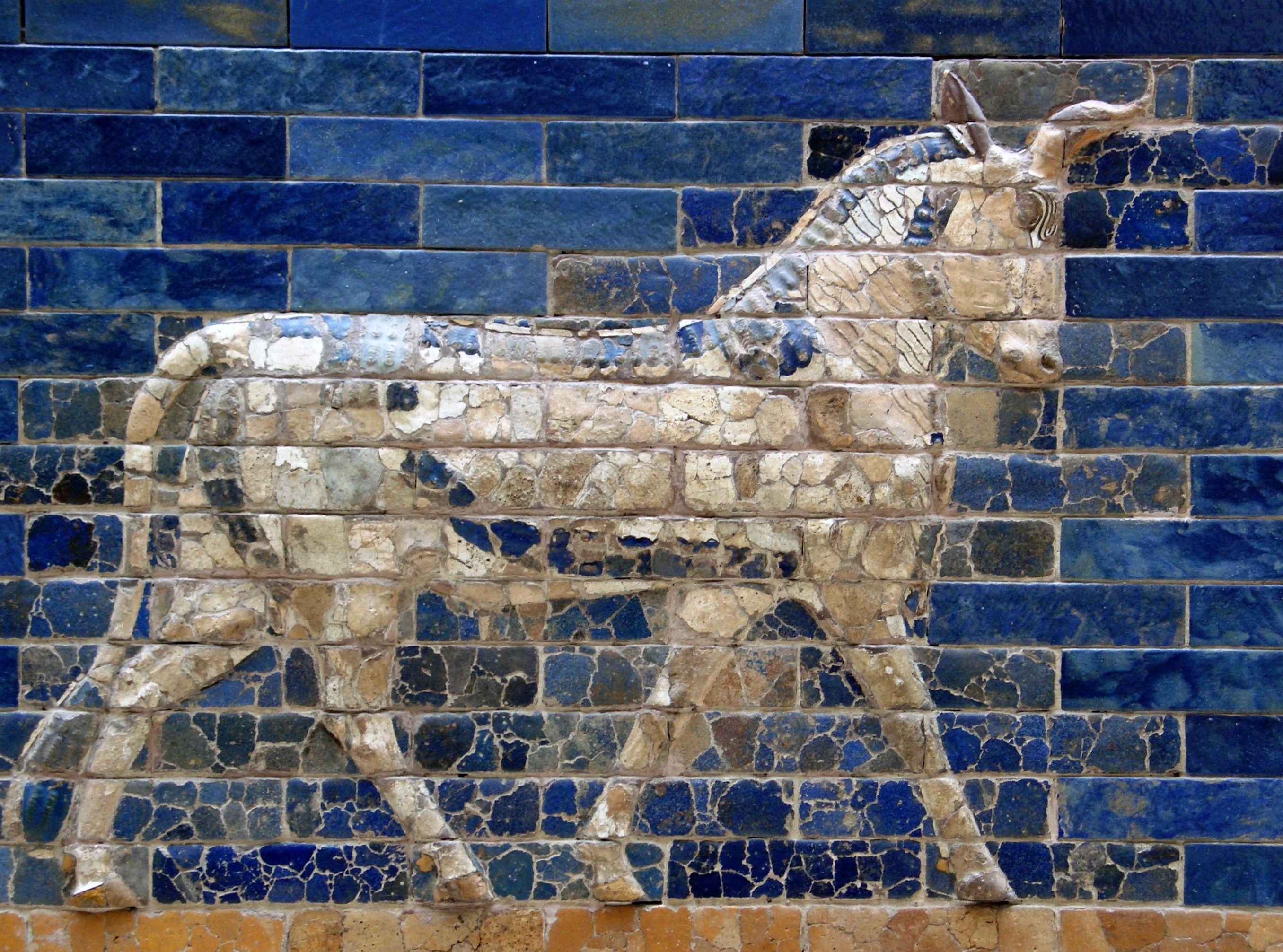
Fragment zrekonstruowanej Bramy Isztar w Muzeum Pergamońskim w Berlinie

Rozczarowany małżeństwem, Zadig odtrąca Azorę i osiada na wsi nad Eufratem, aby oddać się rozmyślaniom i zgłębianiu przyrody. Pewnego dnia, przechadzając się w lesie, spotyka eunucha królowej i oficerów, którzy szukają zaginionego psa królowej. Na pytanie, czy Zadig widział psa, ten odpowiada, że nie był to pies, lecz suczka, i dokładnie opisuje jego wygląd; jednocześnie utrzymuje jednak, że nigdy jej nie widział i że nawet nie wiedział, że królowa ma suczkę. Jednocześnie ma miejsce identyczny epizod z koniem, który uciekł ze stajni królewskiej. Wielkiemu łowczemu szukającego konia Zadig dokładnie opisuje wygląd konia, jednocześnie twierdząc, że nigdy go nie widział. Zadig zostaje oskarżony o kradzież konia i suczki, zaraz po wyroku obie zguby jednak się odnajdują. Zadig wyjaśnia, że był w stanie tak dokładnie opisać oba zwierzęta tylko na podstawie śladów, jakie pozostawiły w lesie. Bystrość umysłu Zadiga robi wielkie wrażenie na parze królewskiej; król nakazuje, aby Zadigowi zwrócono 400 uncji złota grzywny, jaką nałożono na Zadiga, co urzędnicy sądowi czynią, zatrzymując „jedynie” 398 uncji na koszty sądowe i żądając dodatkowo honorariów.
Po tej przygodzie Zadig przeprowadza się do swojego domostwa na przedmieściach Babilonu, gdzie prowadzi dom otwarty. Do swojego domu zaprasza najpierw uczonych, szybko jednak staje się ich wrogiem, próbując pogodzić dwie grupy uczonych, spierających się o istnienie gryfa i o to, czy można jeść jego mięso. Jeden z uczonych, urażony opinią Zadiga na powyższy temat, oskarża Zadiga przed archimagiem Yeborem (pod imieniem tym kryje się teatyn Jean-François Boyer, który wielokrotnie prześladował Voltaire’a). Yebor chce wbić Zadiga na pal; przyjacielowi Zadiga, Kadorowi, udaje się jednak załagodzić sprawę „za pośrednictwem panny dworskiej, którą świeżo uszczęśliwił dzieckiem, a która cieszyła się znacznymi względami w kolegium magów”.

#### Zadig jako urzędnik dworski

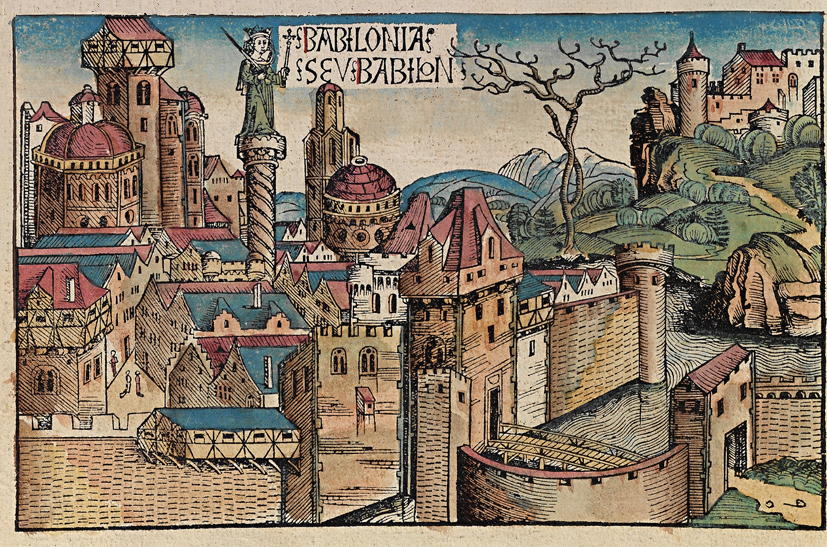
Babilon według wyobrażenia w Kronice świata Hartmanna Schedela z 1493 r.

Zrażony do uczonych, Zadig postanawia odtąd „żyć jedynie zabawą” i czyni ze swojego domu salon, do którego zaprasza na „wykwintne wieczerze” i „dowcipne rozmowy” przedstawicieli wyższych sfer. Naraża się przez to mieszkającemu naprzeciwko Arimazowi, który odczuwa wobec Zadiga zawiść z powodu jego powodzenia w towarzystwie. Arimaz (którego imię pochodzi od Arymana, boga ciemności w zoroastryzmie) w końcu znajduje okazję, aby zaszkodzić Zadigowi, kiedy, będąc przypadkiem w jego ogrodzie, widzi, jak Zadig w towarzystwie przyjaciół układa i zapisuje na tabliczce wiersz na cześć króla. Po ułożeniu wiersza Zadig przełamuje tabliczkę na pół i wyrzuca ją; zawistny Arimaz odnajduje jedną połówkę tabliczki i ku swojej radości odkrywa, że słowa zapisane na niej znieważają króla. Zadig z przyjaciółmi zostaje wtrącony do więzienia i skazany na śmierć za obrazę majestatu. Kiedy już jest prowadzony na miejsce kaźni, należąca do króla papuga przypadkiem przynosi królowi drugą połówkę tabliczki, która przykleiła się do nóg ptaka. Po złożeniu tabliczek cały wiersz okazuje się teraz pochwałą władcy. Zadig zostaje uniewinniony i otrzymuje cały majątek Arimaza (nie przyjmuje go jednak i zaraz oddaje mu go z powrotem), zyskuje też łaskę pary królewskiej. Uznanie króla dla Zadiga jeszcze się zwiększa, kiedy ten staje w obronie królewskiego ministra i faworyta Koreba, który czymś się naraził władcy. „Nie czytałem nigdy, aby dworzanin wyrażał się dobrze o ministrze, który popadł w niełaskę i ściągnął na siebie gniew pański”, konstatuje król i na uroczystości, na której Babilończycy mają wybrać tego, kto spełnił najszlachetniejszy uczynek, główną nagrodę przyznaje Zadigowi. Wreszcie ukoronowaniem kariery dworskiej Zadiga jest mianowanie go na stanowisko pierwszego ministra.
Zadig rządzi mądrze i sprawiedliwie, w trudnych sprawach wydaje salomonowe wyroki, nie faworyzuje żadnego ze stronnictw religijnych, cieszy się coraz większym szacunkiem w społeczeństwie, co powoduje też jednak, że coraz większą nienawiścią obdarza go Arimaz, z reguły określany w powieści jedynie jako „Zawistny”. Wreszcie, z pomocą żony, udaje mu się ukuć intrygę przeciwko Zadigowi.

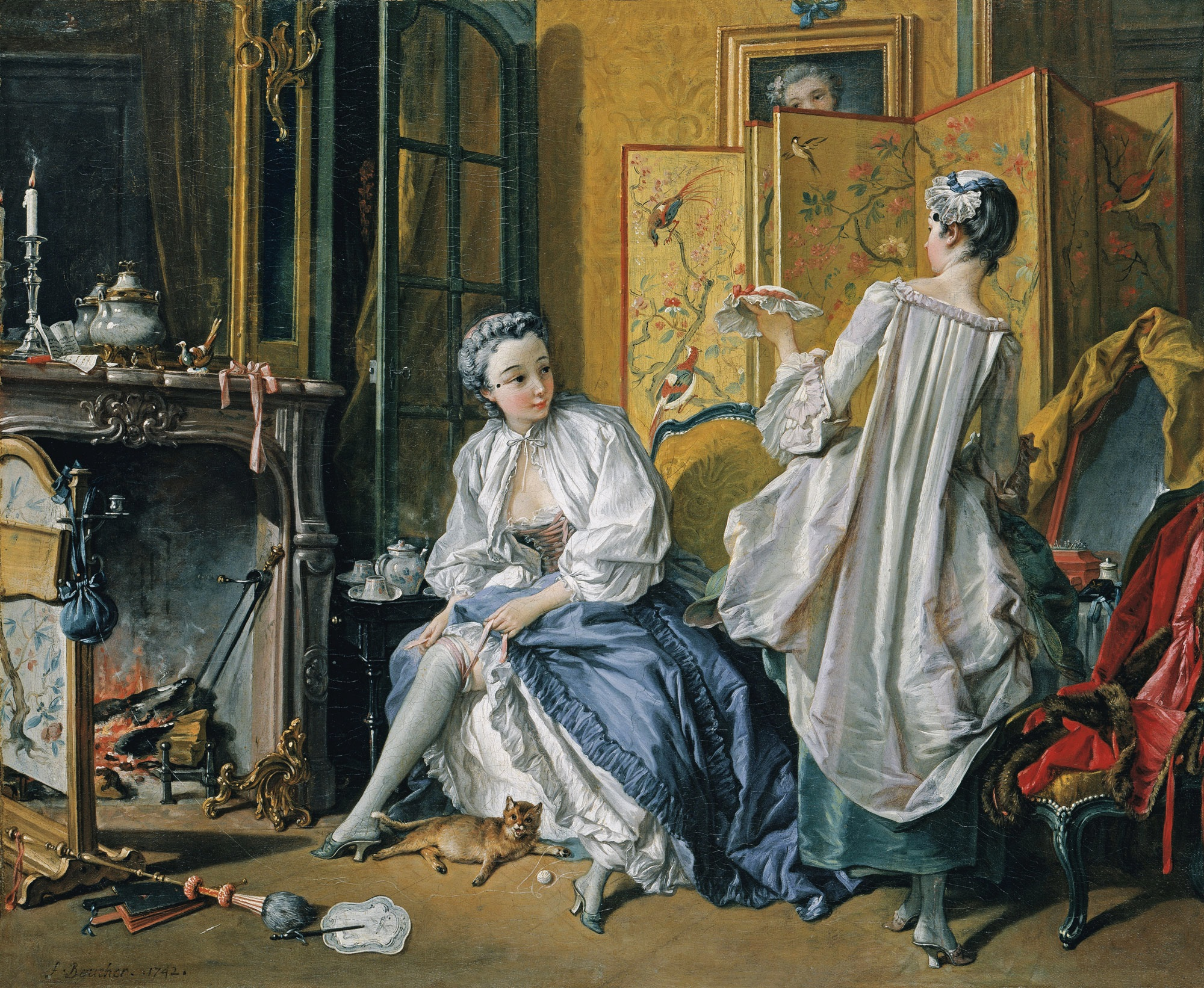
Dama zakładająca podwiązkę (Toaleta), mal. François Boucher, 1742

Pewnego dnia Zadiga odwiedza w jakiejś sprawie żona Zawistnego, która przy okazji uskarża się na męża. Podczas rozmowy gubi podwiązkę, Zadig nie daje się jednak sprowokować i nie zapina jej na nodze kobiety, co sprawia, że żona Zawistnego również zaczyna darzyć go niechęcią. Jej nienawiść zwiększa się jeszcze, kiedy jej przyjaciółka, pokojowa królowej, opowiada, jak Zadig podczas spędzonej z nią nocy nazywał ją imieniem królowej – Astarte, co zrozumiała jako pochwałę dla jej wdzięków. W rzeczywistości, na skutek częstych spotkań z żoną władcy, w Zadigu stopniowo rodzi się uczucie miłości wobec królowej, które jest odwzajemniane przez władczynię. Zauważa to też król Moabdar i inni dworzanie, co postanawia wykorzystać Zawistny, namawiając żonę, aby przesłała królowi swoją podwiązkę, bardzo podobną do podwiązki królowej. Król pała zemstą – postanawia otruć żonę i udusić Zadiga. Na szczęście, świadkiem wydania rozkazu jest karzeł-niemowa, który, sporządzając odpowiedni rysunek, ostrzega królową, a ta pisze list do Zadiga, błagając go, aby uciekał. Zadig z jednym sługą ucieka z Babilonu w kierunku Egiptu, przekonany, że jego ukochana została otruta.

### Na wygnaniu

#### W Egipcie
Dotarłszy do granicy Egiptu, Zadig jest świadkiem, jak pewien Egipcjanin bije kobietę. Kiedy interweniuje, Egipcjanin rzuca się na niego, Zadig przeszywa go jednak szpadą (co jest tu oczywistym anachronizmem, jak też wiele innych realiów w powieści). Kobieta o imieniu Missuf wcale jednak nie jest za to wdzięczna Zadigowi, oskarża go o zabicie jej kochanka. Zaraz potem od strony Babilonu nadjeżdża czterech jeźdźców, którzy porywają Missuf i, na oczach Zadiga, nierozumiejącego sensu tego incydentu, odjeżdżają wraz z nią z powrotem do Babilonu.
W przygranicznym egipskim miasteczku Zadig za zabicie Egipcjanina zostaje skazany na niewolę i razem ze swoim sługą sprzedany arabskiemu kupcowi Setokowi. Kiedy wędrują karawaną przez pustynię, Setok traktuje Zadiga najpierw z pogardą, zmienia jednak o nim zdanie, kiedy przekonuje się, jak duża jest jego wiedza z zakresu nauk przyrodniczych i jak mądrym człowiekiem jest Zadig. Kiedy przybywają do domu Setoka w Arabii, Zadig dzięki fortelowi pomaga Setokowi w odzyskaniu 500 uncji srebra, które ten kiedyś pożyczył nierzetelnemu Hebrajczykowi. Dzięki temu staje się przyjacielem Setoka.

#### Stosunek Zadiga do wierzeń i zwyczajów religijnych

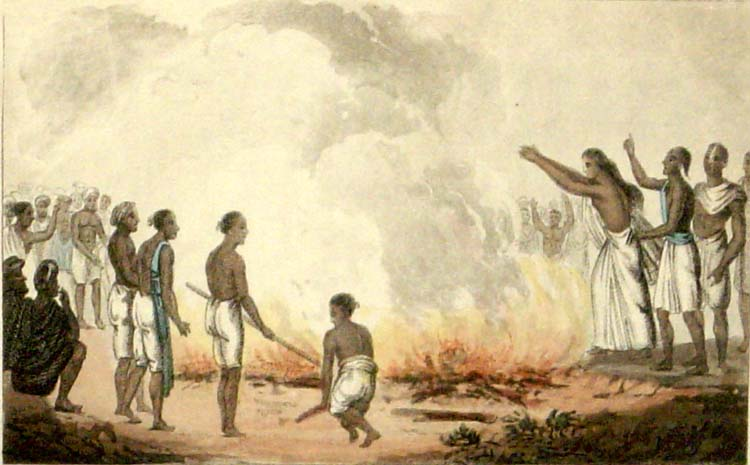
Ceremonia sati (w Indiach), rys. Frederic Shoberl

Przebywając z Setokiem, Zadig rozmawia z nim między innymi o kultach religijnych panujących we, wtedy jeszcze przedmuzułmańskiej, Arabii. Wskazuje Setokowi na bezsensowność oddawania czci Słońcu, Księżycowi i gwiazdom. Argumenty Zadiga przekonują Setoka, który „nie kadził odtąd rzeczom stworzonym, lecz ubóstwiał wiekuistą istotę, która je uczyniła”. Zadigowi udaje się również wyplenić panujący w Arabii zwyczaj rzucania się w ogień wdów po śmierci męża (podobny do hinduskiego zwyczaju sati). Osiąga to przez rozmowę z młodą wdową Almoną, która, jak się okazuje, wcale nie kochała swojego męża, a na stos zamierza się rzucić tylko po to, aby uniknąć kompromitacji w społeczeństwie; pod koniec rozmowy wdowa zaczyna nawet wykazywać wyraźne zainteresowanie Zadigiem. Zadig doprowadza do wydania prawa, na mocy którego wdowa może rzucić się na stos, dopiero gdy spędzi godzinę sam na sam z młodym człowiekiem, co, jak się okazuje, ostatecznie kładzie kres tym praktykom.
Pewnego dnia Zadig z Setokiem jadą na jarmark do Bassory (Basry w dzisiejszym Iraku), gdzie na wieczerzy spotykają się z Egipcjaninem, Hindusem, Chińczykiem, Grekiem, Celtem i przedstawicielami innych narodów i religii. Okazuje się, że chociaż wszyscy z nich znają wspólny język (arabski), nie potrafią się porozumieć – każdy z nich wyznaje inny system wartości. Dla Egipcjanina najcenniejszą rzeczą jest mumia jego ciotki, Hindus czci woły, dla Chaldejczyka najwyższym bóstwem jest ryba Oannes, dla Celta bóstwo pod postacią dębu Teutath i jemioła. Sprzeczka pomiędzy nimi coraz bardziej się zaognia, wreszcie Zadig zwraca im uwagę, że kłótnia jest bezsensowna, ponieważ w gruncie rzeczy wszyscy są jednego zdania – wszyscy czczą nie woły, rybę, dąb, czy jemiołę, ale tego, który je stworzył.
Po powrocie z Bassory Zadig dowiaduje się, że po raz kolejny naraził się duchownym, tym razem arabskim, którzy utracili dochody z klejnotów wdów wcześniej palonych na stosie. Zadig zostaje oskarżony o bluźnierstwo przez to, że jakoby powiedział, iż gwiazdy nie sypiają w morzu, i skazany na karę śmierci. Od śmierci na stosie ratuje go młoda wdowa Almona, którą jeszcze niedawno sam ocalił przed takim końcem. Udaje się ona do czterech kapłanów gwiazd (każdego z osobna) i prosi o łaskę dla Zadiga, obiecując im jednocześnie w zamian swoje wdzięki. Na wyznaczoną schadzkę zjawiają się jednocześnie wszyscy czterej, Aldona zaprasza na nią też sędziów, aby byli świadkami kompromitacji duchownych. Zadig zostaje uniewinniony, a Setok pojmuje Almonę za żonę.

#### Na wyspie Serendib

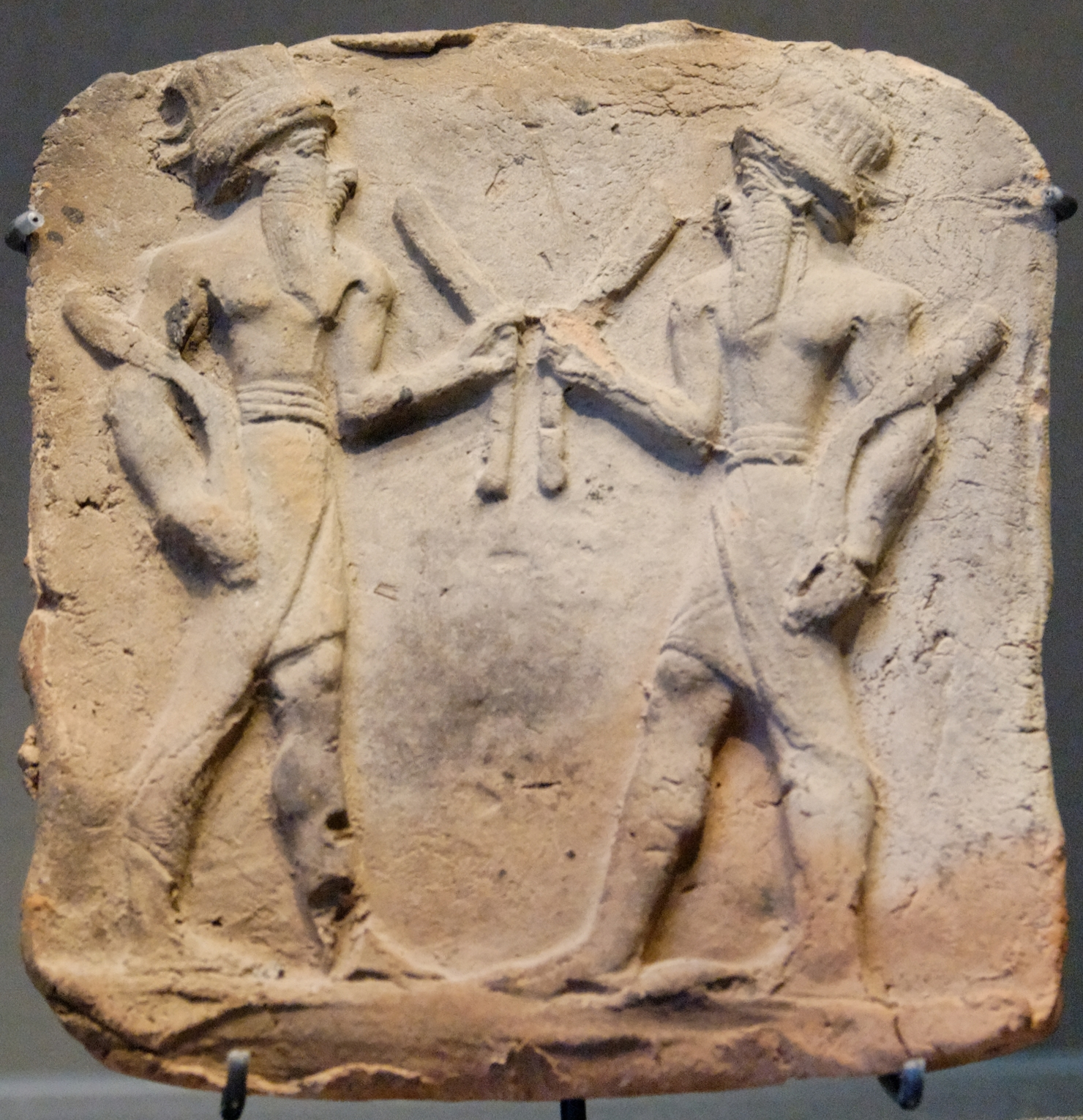
Tancerze z Esznunna w Mezopotamii (eksponat z Luwru)

Wkrótce Setok ma do załatwienia sprawy handlowe na wyspie Serendib, miesiąc miodowy nie pozwala mu jednak na wyjazd, prosi więc Zadiga, aby go zastąpił. Na wyspie Zadig znowu zyskuje szacunek ludzi jako doradca i rozjemca sporów; w końcu sam król wyspy Serendib, Nabussan, czyni go swoim powiernikiem. Pewnego razu w rozmowie z Zadigiem zwierza mu się ze swojego kłopotu: nie może znaleźć uczciwego skarbnika, ponieważ dotychczas piastujący to stanowisko go okradali. Zadig oferuje mu swoją pomoc i proponuje, aby zorganizować konkurs tańca: ten, którego taniec będzie miał najwięcej lekkości, będzie najuczciwszym skarbnikiem. Z pozoru absurdalny pomysł Zadiga okazuje się trafny. Przed prezentacją swoich umiejętności tanecznych kandydaci na urząd zostają sami w ciemnej galerii ze skarbami królewskimi i, korzystając z okazji, napełniają nimi kieszenie. Tylko jeden z nich jest w stanie oprzeć się pokusie, nieobciążony złotem tańczy lekko i otrzymuje stanowisko. Zadig pomaga też Nabussanowi znaleźć dobrą żonę i uczy go, jak postępować z możnowładcami, którzy nie chcą bronić kraju przed barbarzyńcami. Ponieważ tym samym ściąga na siebie nienawiść ze strony dotychczas wpływowych w Serendib urzędników i możnych, postanawia opuścić wyspę.

#### W zamku rozbójnika Arbogada
Przejeżdżając już z powrotem przez Arabię, Zadig staje się ofiarą napadu rozbójników z leżącego na trasie jego podróży zamku. Męstwo, jakie okazuje w walce, sprawia, że pan zamku, Arbogad, każe odstąpić swoim ludziom od niego i zaprasza go do zamku. Arbogad zaprasza też Zadiga, aby się przyłączył do niego i wspólnie z nim uprawiał zbójeckie rzemiosło: czas na to jest dobry, ponieważ Moabdar, król Babilonu zginął, a w kraju panuje chaos. Zadig jest bardzo zaskoczony wiadomością o śmierci Moabdara, wypytuje o królową Astarte, Arbogad nic jednak nie wie o jej losie, przypuszcza tylko, że stała się konkubiną księcia Hirkanii, który najechał na Babilon, wspomina też, że w swojej zbójeckiej działalności pojmał wiele kobiet, ale nie interesuje się nimi, lecz sprzedaje je dalej. Wzruszony tymi wieściami Zadig postanawia jechać do Babilonu.

#### Spotkanie z Astarte

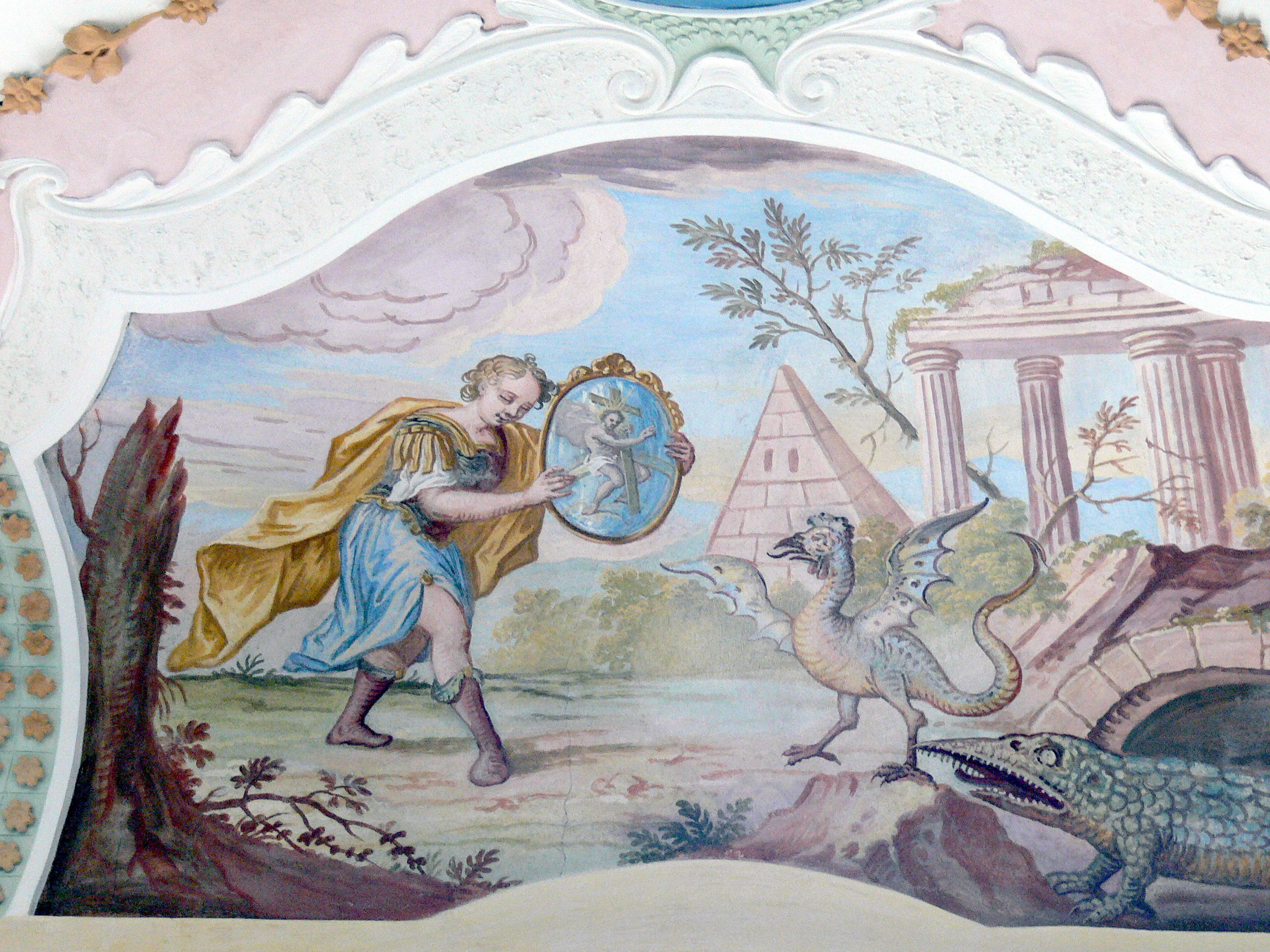
Bazyliszek. Alegoria potęgi wiary. Malowidło Michaela Zincka z 1741 r. w kościele w Wolframs-Eschenbach w Niemczech

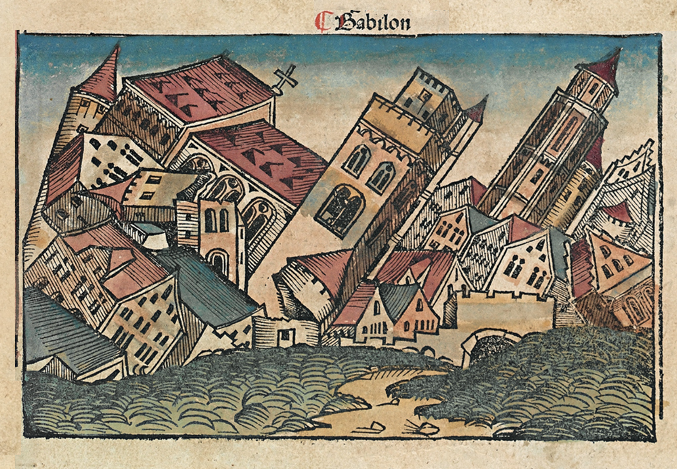
Upadek Babilonu. Ilustracja z Kronice świata Hartmanna Schedela z 1493 r.

Jadąc w kierunku Babilonu, w drodze nad rzeką spotyka rybaka, który chce się utopić. Rybak skarży mu się, że był kiedyś zamożnym handlarzem nabiału w Babilonie, którego serki śmietankowe odbierali też minister Zadig i królowa Astarte. Kiedy oboje zniknęli, poprosił o pomoc wielkiego rządcę Orkana, ten jednak odebrał mu żonę, wreszcie podczas najazdu księcia Hirkanii spalono mu dom. Zadig daje rybakowi połowę swoich pieniędzy i każe mu iść do swojego przyjaciela Kadora; sam spieszy dalej do Babilonii. Następnie na polanie spotyka grupę kobiet z pobliskiego zamku szukających dla swojego pana Ogula bazyliszka, a zaraz potem, ku swojej wielkiej radości, Astarte. Ledwie panując nad sobą ze wzruszenia, opowiada jej swoje przygody, ta z kolei opowiada mu, co się z nią działo przez ten czas. Po ucieczce Zadiga z Babilonu udało jej się uratować; przyjaciel Zadiga, Kador, ukrył ją wewnątrz olbrzymiego posągu w świątyni Orosmady, a królowi Moabdarowi powiedział, że Astarte uciekła do Egiptu. Król wysłał za nią pościg, zamiast Astarte gońcy pomyłkowo schwytali jednak kapryśną Egipcjankę Missuf. Król znalazł w niej takie upodobanie, że wziął ją sobie za żonę. Kiedy w świątyni przed posągiem modlił się o szczęście dla Missuf, oburzona Astarte, ukryta w posągu, wypomniała mu tę niewierność i chęć zgładzenia prawowitej żony. Słowa te spowodowały, że Moabdar oszalał, po czym w Babilonie doszło do powstania i wojny domowej. Astarte stanęła na czele jednego ze stronnictw, z zamieszania w Babilonie skorzystał jednak książę hirkański, który najechał rozdarty wojną domową kraj. Moabdar zginął w bitwie, a zarówno Missuf jak i Astarte dostały się do niewoli hirkańskiej. Kiedy w niewoli Astarte dowiedziała się od Missuf, że Zadig jest w Egipcie, postanowiła go odszukać i wymknęła się straży hirkańskiej; w drodze do Egiptu została jednak schwytana przez rozbójnika Arbogada, który sprzedał ją Ogulowi. Ogul jest wielkim żarłokiem, a jego ogromna tusza grozi mu śmiercią. Lekarz wmówił mu, że jedynym lekarstwem na jego dolegliwości byłby bazyliszek gotowany w wodzie różanej, dlatego niewolnice szukają na łące bazyliszka.
Po tej rozmowie Zadig udaje się do zamku Ogula, oświadcza mu, że jest lekarzem i przynosi mu bazyliszka. W zamian za uzdrowienie prosi o wolność dla Astarte. Ogul godzi się wypuścić Astarte, która odjeżdża do Babilonu, a Zadig przystępuje do kuracji. „Bazyliszkiem” przyniesionym przez Zadiga okazuje się piłka, w którą obaj wspólnie grają. Początkowo zasapany Ogul szybko odzyskuje sprawność i wigor. Nadworny lekarz do spółki z aptekarzem z zemsty planują otruć Zadiga, ten jednak w ostatniej chwili ratuje życie dzięki wezwaniu do Babilonu przez Astarte.

### Z powrotem w Babilonie

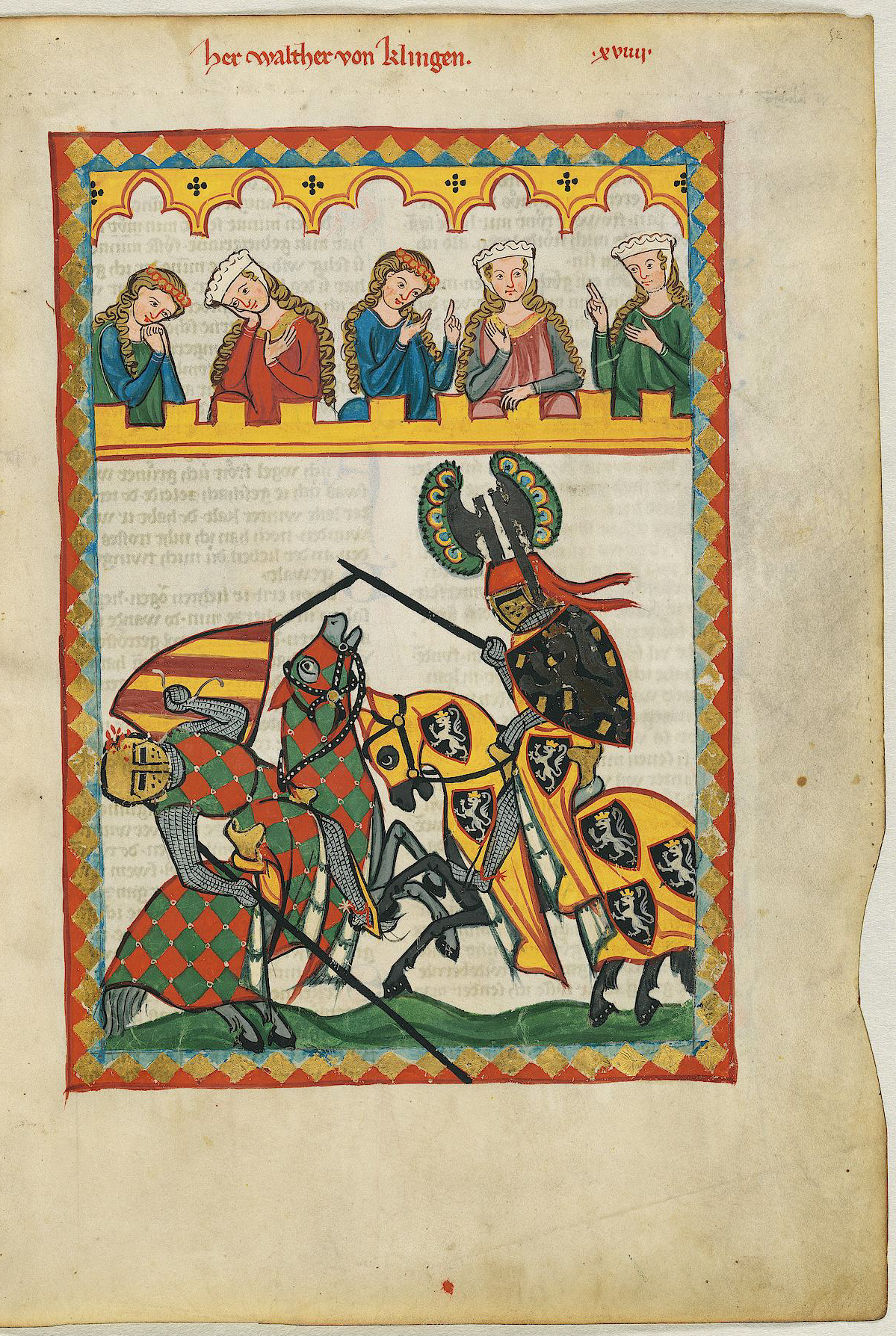
Turniej rycerski (ilustracja z Codex Manesse)

Tymczasem kiedy Astarte wraca do Babilonu, okazuje się, że sytuacja polityczna uspokoiła się, książę Hirkanii poległ w bitwie, a Babilończycy zwyciężyli. Teraz postanowili wybrać nowego władcę w drodze turnieju rycerskiego – królem zostanie ten, kto się okaże najdzielniejszy i najmędrszy, po zwycięstwie otrzyma też Astarte za żonę. Królowa, pełna nadziei na zwycięstwo Zadiga, na turniej zaprasza też jego i przesyła Zadigowi zbroję koloru białego.

#### Turniej
Pierwszym uczestnikiem turnieju, w którym rycerze walczą incognito, jest możny, ale tchórzliwy i nierozgarnięty Itobad w zielonej zbroi, który swoją nieumiejętnością walczenia czyni z siebie pośmiewisko. Wreszcie do walki staje też Zadig, który pokonuje najgroźniejszego przeciwnika, Otama, i następnego dnia ma stanąć do drugiej części turnieju, w której uczestnicy będą musieli odpowiadać na zagadki. W nocy jednak Itobad podkrada się do izby Zadiga i zabiera mu białą zbroję, zostawiając mu w zamian swoją zieloną. Po założeniu zielonej zbroi Zadig jest przedmiotem drwin, wszyscy go lżą, wreszcie sprzedaje zbroję, kupując prostą suknię.

#### Spotkanie z pustelnikiem

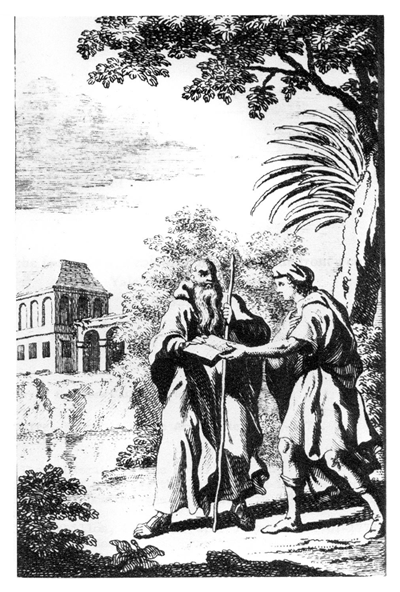
Zadig i pustelnik

Kiedy Zadig, zrozpaczony obrotem sytuacji, idzie brzegiem Eufratu, spotyka pustelnika, czytającego księgę. Pustelnik mówi mu, że to księga losów; Zadig nie potrafi jednak nic z niej odczytać. Następnie pustelnik proponuje Zadigowi, aby przez kilka dni mu towarzyszył w wędrówce. Najpierw odwiedzają wspaniały zamek, którego bogaty i dumny właściciel nie interesuje się przybyszami, mimo to ich ugaszcza i na koniec wizyty przez służącego każdemu z nich daje sztukę złota. Po opuszczeniu zamku Zadig ku swojemu zdumieniu spostrzega, że pustelnik ukradł z zamku miednicę wysadzaną złotymi kamieniami. Następnie udają się do domu skąpca, gdzie przyjmują ich opryskliwie, podając im czerstwy chleb i skwaśniałe piwo; pustelnik jednak hojnie odwzajemnia to przyjęcie, darowując skąpcowi złotą miednicę, którą skradł bogaczowi. Wyjaśnia Zadigowi, że dzięki temu bogacz, który przyjmuje podróżnych tylko przez próżność, stanie się przezorniejszy, a skąpiec nauczy się gościnności. Trzecim domostwem, które odwiedzają, jest dom mądrego i uprzejmego filozofa. Kiedy opuszczają go o świcie, pustelnik, ku przerażeniu Zadiga, podpala dom. Wreszcie nocują u pewnej wdowy, która mieszka z czternastoletnim siostrzeńcem. Nazajutrz rano wdowa prosi siostrzeńca, aby odprowadził podróżnych do mostu; tam pustelnik wrzuca dziecko do rzeki – chłopiec tonie. Oburzonemu Zadigowi pustelnik wyjaśnia, że pod zgliszczami spalonego domu jego pan znalazł skarb, a chłopiec, gdyby nie utonął, za rok zamordowałby swoją ciotkę, a za dwa – samego Zadiga.
Tu postać starca nagle ulega przemianie – dopiero teraz Zadig rozumie, że od kilku dni wędruje z aniołem Jefradem, wysłannikiem „Empirium”, który przybył na ziemię, aby go oświecić. „Ludzie sądzą o wszystkim, nie wiedząc nic”, anioł Jefrad mówi Zadigowi i dalej wyjaśnia, że zło musi istnieć na ziemi, bo taka jest wola „Najwyższej Istoty”, która jest jedynym bytem dobrym i doskonałym. „Przestań się spierać z tym, coś winien ubóstwiać”, konkluduje anioł i ulatuje do nieba; na koniec każde Zadigowi iść do Babilonu.

#### Zadig królem
Po powrocie do Babilonu Zadig trafia na drugą część turnieju, podczas której rycerze mają odpowiadać na zagadki. Jedynie Zadig jest bez zbroi, oświadcza jednak, że brał udział w pierwszej części turnieju, i lud, pamiętający jeszcze jego przeszłe zasługi, dopuszcza go do drugiej części zmagań. Tylko Zadig jest w stanie odpowiedzieć na zagadki, trafnie odgadując, że chodzi w nich kolejno o czas, życie, sprawiedliwość, najwyższe dobro i sztukę rządzenia. Następnie wyjaśnia, że to on był zwycięzcą w pierwszej części turnieju, białą zbroję skradł mu jednak Itobad. Na dowód prawdziwości swoich twierdzeń poddaje się swoistemu sądowi Bożemu: odziany tylko w suknię, w walce pokonuje ubranego w zbroję Itobada.
Na koniec powiastki zwycięski Zadig zostaje królem i poślubia Astarte. Rozbójnika Arbogada mianuje dowódcą armii, a Setoka czyni odpowiedzialnym za sprawy handlu w Babilonie. Semira i Azora nie mogą odżałować, że kiedyś wypuściły z rąk takiego kandydata na męża i męża; Zawistny natomiast umiera z wściekłości i wstydu. „Błogosławiono Zadiga, Zadig zaś błogosławił niebo”, brzmią ostatnie słowa powieści.

## Zadigjako powieść autobiograficzna

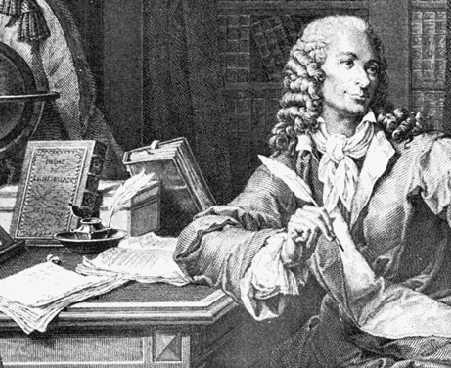
Voltaire

Zdaniem Tadeusza Boya-Żeleńskiego, polskiego tłumacza Zadiga, „można przypuszczać, iż pod osobą Zadiga Wolter miał intencję odmalować poniekąd siebie i swoje różnorakie doświadczenia, nie szczędząc sobie oczywiście pochlebnych barw”. Takie elementy autobiograficzne rzeczywiście można znaleźć w Zadigu, począwszy od pierwszego rozdziału powieści, w którym babiloński możnowładca Orkan nasyła zbirów na Zadiga, aby go obili – przypomina to zwadę samego Voltaire’a z kawalerem de Rohan (Guy de Rohan-Chabot) w 1726 r., chociaż dla Voltaire’a skończyła się ona gorzej, niż dla powieściowego Zadiga – pisarz został uwięziony w Bastylii, a później musiał wyjechać do Anglii, gdzie przebywał do 1729 r. Przez dużą część powieści Zadig, zmuszony do ucieczki z własnego kraju, tuła się po różnych krajach. Podobnie Voltaire, będąc obiektem ataków zwłaszcza ze strony kół klerykalnych i niektórych arystokratycznych we Francji, w latach 1750–1753 próbował znaleźć schronienie na dworze króla Prus, Fryderyka II, w 1755 r. osiadł w majątku Délices na terytorium Republiki Genewy, a od 1755 r. do końca życia mieszkał w Ferney, w majątku leżącym na samej granicy pomiędzy Francją a Genewą. (Zadig został napisany wprawdzie wcześniej, w 1747 r.; opisu wędrówek po świecie bohatera powieści nie należy więc traktować jako autobiografii Voltaire’a w dosłownym znaczeniu tego słowa).
Autobiograficzny charakter mają również inne wątki powieści, np. konflikty Zadiga z przedstawicielami duchowieństwa, którym naraża się swoimi poglądami i swoim racjonalnym postępowaniem. Przede wszystkim dotyczy to archimaga zoroastrianizmu Yebora, który w powieści był „największym głupcem i tym samym największym fanatykiem wśród Chaldejczyków”. Pod postacią Yebora, który chce Zadiga wbić na pal „za to, że myślał źle o gryfach”, kryje się teatyn Jean-François Boyer (Yebor jest anagramem jego imienia), znany ze swojego wrogiego stosunku do jansenistów i prądów filozoficznych oświecenia.
Otoczony wrogami, którzy dążą do jego zguby, czy to z powodu fanatyzmu religijnego, czy zazdrości (Zawistny), czy ze zwykłej głupoty (Azora, która chce mu uciąć nos), Zadig jest postacią wyróżniającą się szlachetnym charakterem a także mądrością i racjonalnym myśleniem – co może rzeczywiście odzwierciedlać wyobrażenie Voltaire’a o samym sobie.

## Zadigjako satyra na społeczeństwo osiemnastowieczne

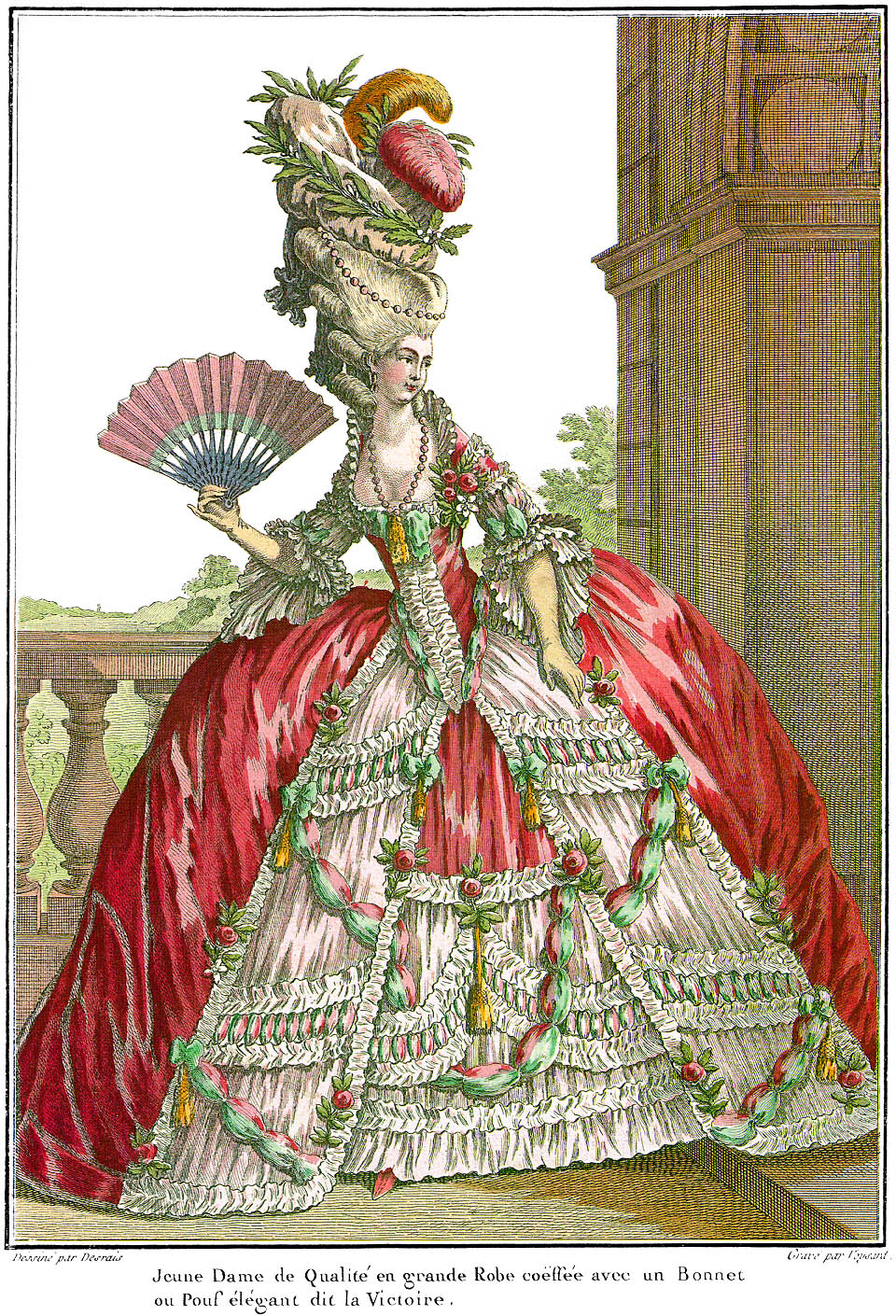
Dama dworu francuskiego. Ilustracja z Galerie des Modes z 1778 r.

Ubrany jednocześnie w kostium wschodniej baśni, starożytnej opowieści i romansu rycerskiego, Zadig jest oczywistą satyrą na współczesne Voltaire'owi społeczeństwo francuskie. Jest to Francja wyrafinowanej, oświeceniowej kultury, ale też intryg dworskich, korupcji, rozwiązłości i libertynizmu. (Nawiasem mówiąc, tej swobodnej atmosferze obyczajowej raz ulega nawet Zadig, spędzając noc z pokojową królowej Astarte, co przysporzy mu to później wielkich kłopotów na skutek intryg Zawistnego i jego żony).

### Postaci kobiece wZadigu
Na ogół jednak rozsądny i szlachetny Zadig jest przedstawiony w powieści jako jeden z nielicznych pozytywnych bohaterów, otoczony morzem wrogów i głupców. Jest wśród wiele kobiet: dwórka Semira i mieszczanka Azora, które nie dochowały mu wierności, damy, które go nachodzą w gabinecie z błahymi sprawami, aby nawiązać z nim znajomość (w tym żona Zawistnego, która bezskutecznie chce go sprowokować, gubiąc podwiązkę), co mogłoby nasuwać podejrzenia o mizoginizm Voltaire’a. Podejrzenia te obala jednak postać szlachetnej królowej Astarte, która najpierw odczuwa do Zadiga powierzchowną sympatię („O, jaki miły minister!”), a później pokochuje go głęboką i dojrzałą miłością. Do pozytywnych sylwetek kobiecych należy też Aldona, którą Zadig ratuje od spalenia na stosie, i która później odwdzięcza mu się, demaskując kapłanów, którzy chcą uśmiercić Zadiga.

### Krytyka dworu królewskiego

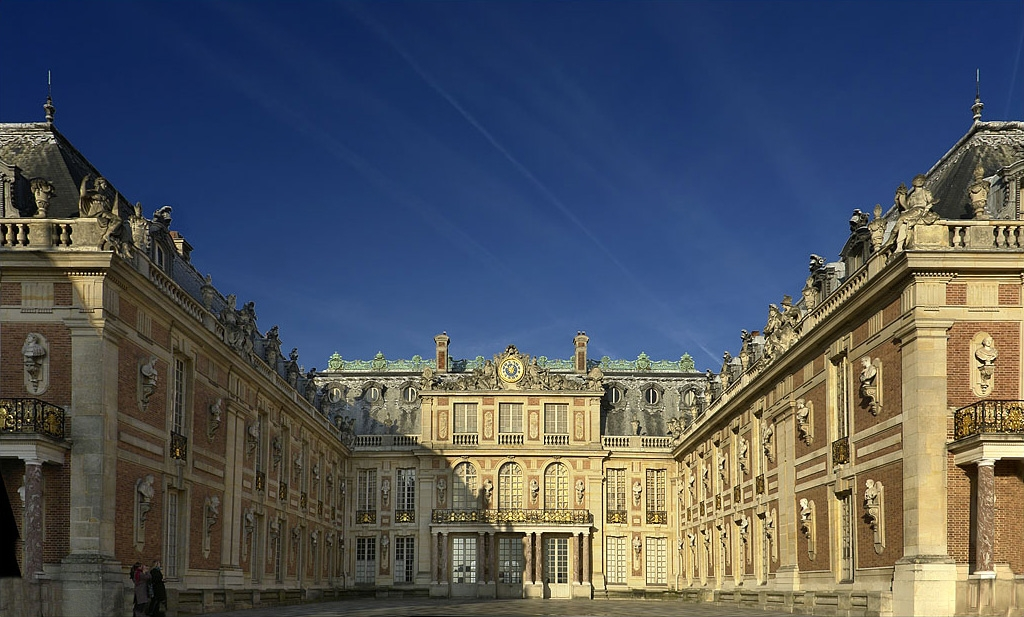
Pałac w Wersalu

O ile większość postaci kobiecych w Zadigu jest ukazana w sposób tylko ironiczny (z reguły uosabiają one cechy charakteru i wady uważane za typowo kobiece, jak skłonność do obmowy, próżność, flirtowanie, niestałość), inne postaci mogą być dla losów bohatera o wiele groźniejsze. Ostrze krytyki Voltaire kieruje przede wszystkim przeciwko dworowi królewskiemu, na którym aż wrze od intryg. Głównym czarnym charakterem jest tu Zawistny; osób, które pragną zaszkodzić Zadigowi jest jednak o wiele więcej: są to dworzanie zazdrośni o powodzenie Zadiga na dworze Moabdara, później np. możnowładcy na dworze króla wyspy Serendib, którzy przez Zadiga utracili wpływy.
Poważnym problemem ówczesnej (jak i dzisiejszej) władzy jest też korupcja, najdobitniej ukazana w rozdziale XIV. „Tego dobrego księcia [władcę Serendibu] wszyscy chwalili, oszukiwali i okradali; skarby jego łupiono na wyścigi. Skarbnik koronny dawał w tej mierze przykład, a inni naśladowali go wiernie”, zauważa narrator. Poproszony o radę, Zadig proponuje królowi, aby na stanowisko skarbnika wybrał tego, kto najlepiej tańczy. Zwycięzca konkursu rzeczywiście okazuje się najuczciwszym skarbnikiem, wszyscy pozostali kandydaci tańczą ociężale i niezgrabnie, ponieważ napchali sobie kieszenie złotem, czekając na swoją kolej.

### Krytyka wymiaru sprawiedliwości

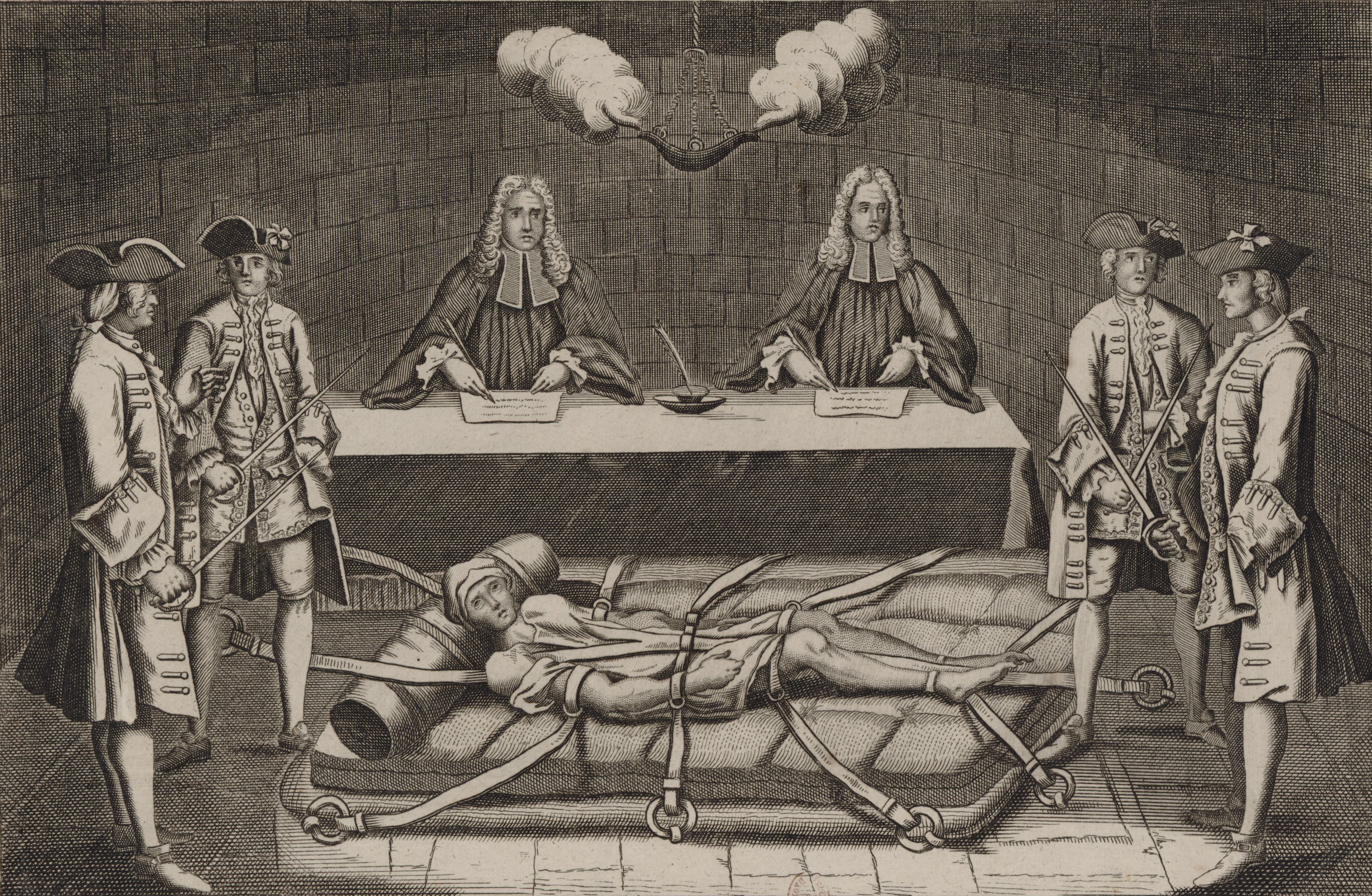
Przed sądem francuskim. Grafika przedstawia torturowanego Roberta-François Damiens, który dokonał zamachu na króla Ludwika XV

Z grup zawodowych niezwiązanych bezpośrednio z dworem omówienia wymagają przede wszystkim sędziowie. Zadig po raz pierwszy staje przed sądem oskarżony o kradzież suczki i konia. Mimo braku dowodów winy zostaje skazany „na knut i na dożywotni pobyt na Syberii” (co świadczy o tym, jaką opinię oświeceniowi intelektualiści mieli o Rosji w połowie XVIII w.). Kiedy suczka i koń się odnajdują, Zadig musi zapłacić 400 uncji złota za składanie fałszywych zeznań, bronić się może dopiero po zapłaceniu grzywny. Kiedy król, pod wrażeniem bystrości umysłu Zadiga, nakazał sędziom, aby zwrócili Zadigowi grzywnę, „pisarz, woźny, prokuratorowie przybyli z wielką pompą, odnosząc czterysta uncyj; zatrzymali jedynie trzysta dziewięćdziesiąt osiem na koszta sądowe; lokaje zaś upomnieli się w ich imieniu natomiast honoraria”. Zaraz potem Zadig zostaje ponownie skazany na grzywnę za to, że wyglądał oknem, kiedy pod jego domem przebiegał zbiegły więzień stanu; później jego kłopoty z wymiarem sprawiedliwości przybierają o wiele poważniejszy obrót. Kiedy na skutek intrygi Zawistnego zostaje oskarżony o obrazę majestatu, sędziowie skazują Zadiga na śmierć nawet bez wysłuchania go, orzekają też o konfiskacie jego mienia. Również na wygnaniu Zadig staje przed trybunałami – w Egipcie za zabicie Egipcjanina i w Arabii oskarżony o głoszenie herezji religijnych. Te niedole bohatera powieści odzwierciedlają przeżycia samego Voltaire’a – w latach 1717–1718 był on uwięziony bez wyroku w Bastylii z powodu podejrzeń o autorstwo pamfletu przeciwko regentowi Filipowi II Orleańskiemu, a w 1726 r. ponownie trafił bez wyroku do Bastylii z powodu zwady z kawalerem de Rohan.

### Krytyka lekarzy
Drugą grupą zawodową, przeciwko której zwraca się krytyka Voltaire’a, są lekarze, którzy w powieści są przedstawieni jako zarozumiali ignoranci, dążący tylko do napełnienia swojej kieszeni. Takim lekarzem-nieukiem jest już Hermes w pierwszym rozdziale, który przepowiada, że Zadig straci oko, a kiedy jego pacjent przychodzi do zdrowia, pisze książkę, w której dowodzi, że nie powinien wyzdrowieć. Złym lekarzem jest też nadworny lekarz Ogula, który jako lekarstwo przepisuje swojemu pacjentowi bazyliszka gotowanego w wodzie różanej, a z potem z zemsty za przywrócenie zdrowia Ogulowi chce otruć Zadiga.

### Postać króla Moabdara. Krytyka absolutyzmu

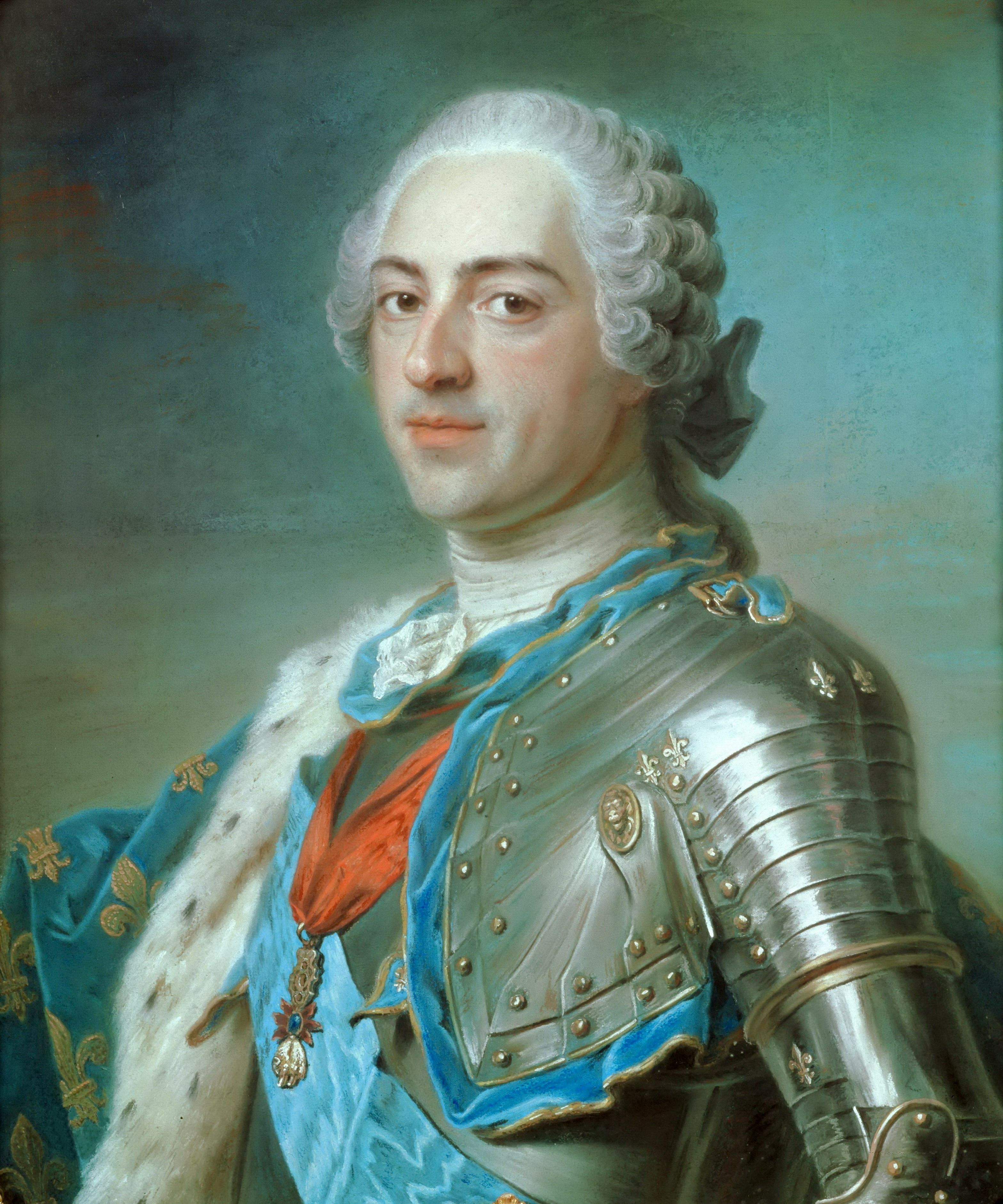
Król Ludwik XV, mal. Maurice Quentin de La Tour (1748)

Spośród tej panoramy osiemnastowiecznego społeczeństwa francuskiego osobnego omówienia wymaga wreszcie sam król – Moabdar, który w powieści jest postacią wywołującą ambiwalentne uczucia, a właściwie przechodzącą przemianę w swoim zachowaniu. Na początku akcji powieści Moabdar jest władcą dobrym i sprawiedliwym, co zresztą docenia też Zadig, pisząc na jego cześć czterowiersz, którego odłamaną połówką chce się posłużyć Zawistny, aby zgubić Zadiga. Kiedy w ostatniej chwili przed planowaną kaźnią Zadiga intryga Zawistnego wychodzi na wierzch, król natychmiast uwalnia Zadiga i suto go wynagradza. Moabdar coraz bardziej docenia szlachetność i mądrość Zadiga i w końcu czyni go swoim pierwszym ministrem (premierem, mówiąc dzisiejszym językiem). Zmienia się to, kiedy król zauważa uczucie, jakim Zadig obdarza jego żonę. Z władcy dobrego staje się okrutnikiem (pragnie zamordować oboje), na krótko pantoflarzem pod wpływem kapryśnej Egipcjanki Missuf, wreszcie traci rozum i ginie w bitwie. Można przypuszczać, że Voltaire chciał tu zwrócić uwagę na niebezpieczeństwo, jakie niesie z sobą monarchia absolutna, będąca do rewolucji w 1789 r. ustrojem panującym we Francji. Monarchą absolutnym jest też Zadig, kiedy na koniec powieści wstępuje na tron; reprezentuje on jednak absolutyzm oświecony, postulowany przez filozofów w XVIII-wiecznej Europie i rzeczywiście wprowadzony w niektórych państwach (np. w Prusach Fryderyka II.

## Zadigjako pochwała racjonalizmu
Zadig jest utworem zaliczanym do gatunku powiastek filozoficznych, w którym żywa akcja i niezwykłe przygody bohaterów są pretekstem do głębszych przemyśleń filozoficznych. Jako powiastka filozoficzna Zadig propaguje między innymi idee racjonalizmu oświeceniowego. Racjonalistyczne podejście do rzeczywistości jest widoczne już w zainteresowaniu bohatera naukami przyrodniczymi, ukazanym w pierwszym rozdziale powieści. Zadig…

…nie był nieświadom fizycznych zasad natury o tyle, o ile je znano wówczas; z metafizyki zaś wiedział to, co ludzie wiedzieli we wszystkich wiekach, to znaczy bardzo mało. Był silnie przekonany, mimo nowej filozofii owego czasu, ze rok ma trzysta sześćdziesiąt pięć dni i ćwierć i że słońce jest środkiem świata; kiedy zaś najwyżsi magowie powiadali mu z obrażającą wyniosłością, że grzeszy przeciw cnocie i że wrogiem państwa jest ten, kto wierzy, iż słońce obraca się dokoła własnej osi, a rok ma dwanaście miesięcy, zachowywał milczenie bez gniewu i wzgardy.

Zadig zachowuje więc dystans wobec kwestii metafizycznych, które nie są sprawdzalne rozumem, tak, jak go pojmowano w XVIII wieku. Poznanie empiryczne, będące immanentną cechą nauk przyrodniczych, jest dla niego o wiele cenniejsze i ważniejsze niż próżne rozmyślania metafizyczne. Rozumem Zadig stara się zresztą kierować w całej akcji powieści. Kiedy w Arabii wdowa Almona zamierza rzucić się na stos, a jego przyjaciel Setok argumentuje: „Kto ośmieli się zmienić prawo, które czas uświęcił?”, Zadig tylko odpowiada: „Rozum jest dawniejszy”.
Nie oznacza to, że Voltaire był bezkrytycznym admiratorem nauki, która właśnie w jego czasach zaczynała przybierać nowoczesną, istniejącą do dzisiaj, formę. Zadig jest też pamfletem na uczonych, a właściwie na przestarzałe metody uprawiania przez nich nauki, przypominające średniowieczną scholastykę. Jest to szczególnie widoczne w rozdziale IV, w którym uczeni marnotrawią czas na dyspucie nad prawem Zoroastra, zabraniającym jadania mitycznego gryfa. Wśród zwaśnionych stron Zadig jest jedyny, który zachowuje rozsądek, mówiąc: „jeśli istnieją gryfy, nie jedzmy ich; jeśli nie istnieją, tym bardziej nie będziemy ich jedli; w ten sposób wszyscy będziemy posłuszni woli Zoroastra”. Twierdzeniem tym naraża się jednemu z uczonych i w wyniku jego donosu do arcykapłana Yebora o mało co nie traci życia.

## Zadigjako krytyka religii

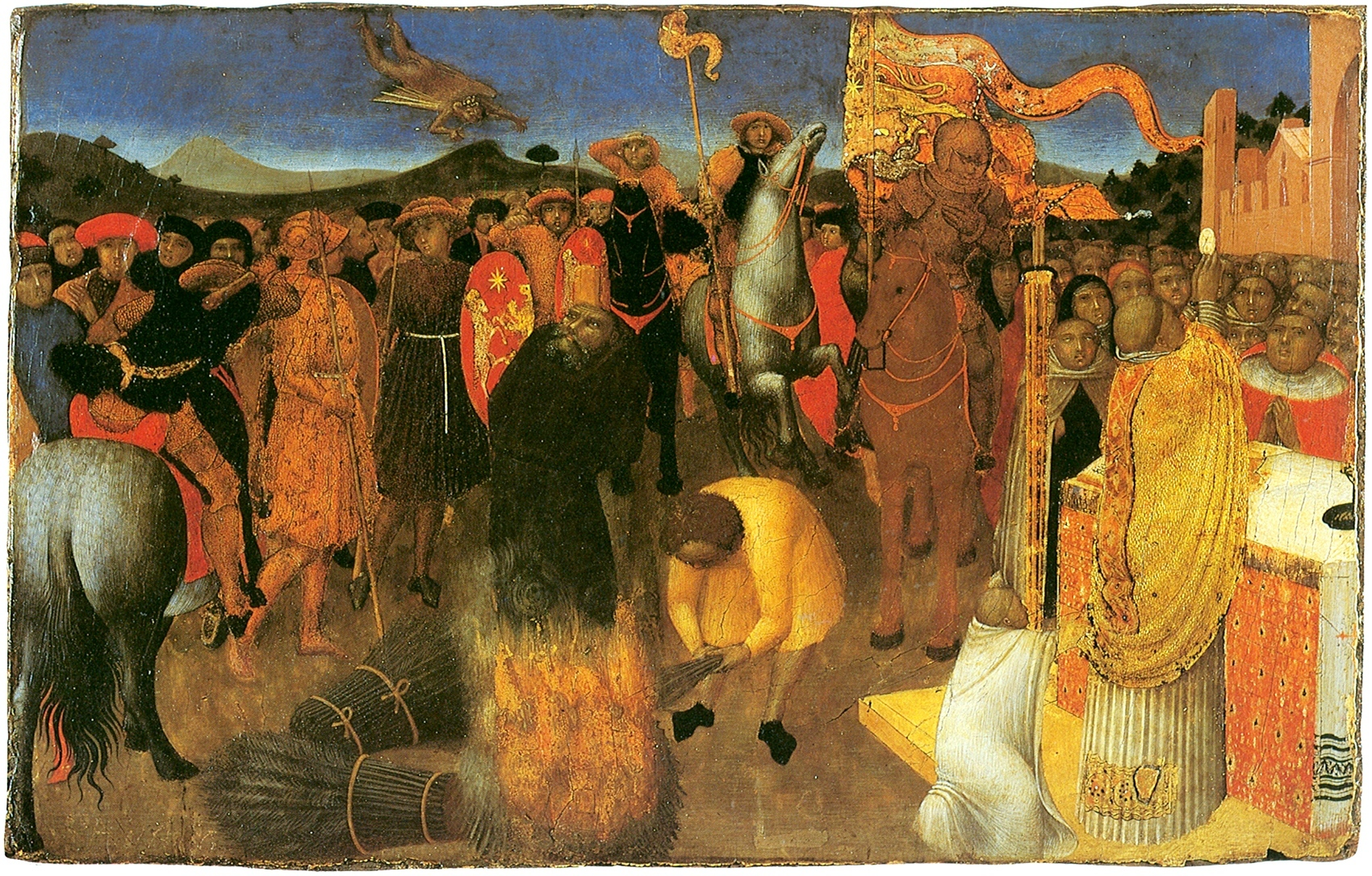
Palenie heretyka, mal. Sassetta (Stefano di Giovanni, ok. 1430

Jak i wielu innych dziełach Voltaire’a, jednym z głównym tematów Zadiga jest krytyka religii, co nie oznacza jednak ateizmu i wrogości do religii jako takiej. W Zadigu, jak i w innych powiastkach filozoficznych (np. w Kandydzie,  Prostaczku), Voltaire jest wrogiem religii zinstytucjonalizowanej, nie tylko „zoroastrianizmu” (pod którym kryje się katolicyzm, religia oficjalnie panująca w ówczesnej Francji), ale wszelkich zorganizowanych form kultu, które, zdaniem Voltaire’a, prowadzą tylko do prześladowania człowieka. O złowrogim archimagu Yeborze (którego pierwowzorem był nieprzyjazny Voltaire'owi Boyer) była tu już mowa, lista negatywnie ukazanych postaci kapłanów jest jednak o wiele dłuższa. Należą też do nich również duchowni prowadzący jałowe spory religijne, np. biali i czarni magowie w rozdziale VII, którzy spierają się o to, czy podczas modlitwy obracać się ku zachodowi, czy wschodowi (Zadig nakazuje, aby każdy obracał się, jak chce), a także duchowni innych religii, np. kapłani Gwiazd z Arabii w rozdziale XIII, którzy chcą zemścić się na Zadigu za to, że pozbawił ich dochodów z klejnotów wdów, które dzięki niemu już nie chcą się rzucać na stos. Tu, dzięki przebiegłości Almony, następuje kompromitacja kapłanów, którzy, zwabieni przez nią na schadzkę, ujawniają swoje prawdziwe oblicze obleśnych starców.

## Filozofia deistyczna wZadigu
Voltaire był zwolennikiem światopoglądu deistycznego, uznającego istnienie Boga, ale odrzucającego szczegółowe dogmaty religijne i negującego potrzebę istnienia instytucji kościelnych.
Voltaire ustami Zadiga wielokrotnie opowiada się za potrzebą tolerancji religijnej. Zadig nigdy nie przyznaje racji określonej sekcie religijnej, jak w już wspomnianym rozstrzygnięciu sporu pomiędzy białymi i czarnymi magami, czy – w tym samym rozdziale VII – w scenie wejścia do świątyni Mitry: W Babilonie od 1500 lat toczy się spór, czy do świątyni należy wchodzić lewą, czy prawą nogą – Zadig wchodzi do świątyni, skacząc równymi nogami, a następnie dowodzi, że „Bóg nieba i ziemi, który we wszystkim zachowuje bezstronność, nie więcej sobie podoba w nodze lewej niż w prawej”.
Deistyczne poglądy Voltaire’a są najlepiej widoczne w rozdziałach przedstawiających pobyt Zadiga w Arabii i Basrze. Najpierw Zadigowi, formalnie niewolnikowi Setoka, udaje się odwieść swojego pana od oddawania czci ciałom niebieskim, wskazując na bezsens takich poczynań. „Mądrość niewolnika weszła do jego duszy, nie kadził odtąd rzeczom stworzonym, lecz ubóstwiał wiekuistą istotę, która je uczyniła”, z zadowoleniem komentuje narrator przemianę Setoka.
Później kluczowym fragmentem dla przedstawienia filozofii deizmu w Zadigu jest scena przy stole w Basrze, gdzie Zadig spotyka się z przedstawicielami wielu narodowości i religii. Spierających się o to, czyje wierzenia są jedynie prawdziwe, Zadig godzi słowami:

Moi przyjaciele, gotowiście byli sprzeczać się o nic, bo wszyscy jesteście jednego zdania. […] Nieprawdaż – rzekł do Celta – że nie ubóstwiasz jemioły, ale tego, który stworzył jemiołę i dąb? […] A pan, panie Egipcjaninie, czcisz z pewnością w obrazie wołu tego, który dał ci woły? […] Ryba Oannes musi z pewnością ustąpić temu, który stworzył morze i ryby? […] Hindus […] i Chińczyk uznają, jak i wy, pierwszą zasadę; nie dość zrozumiałem wspaniałe rzeczy, które rozpowiadał nam pan Grek, ale jestem pewien, że również przyjmuje istotę wyższą, od której zawisłe są kształt i materia. […] Jesteście zatem wszyscy jednego zdania – odparł Zadig – nie ma powodu do kłótni.

## Zadigjako parabola o poszukiwaniu szczęścia

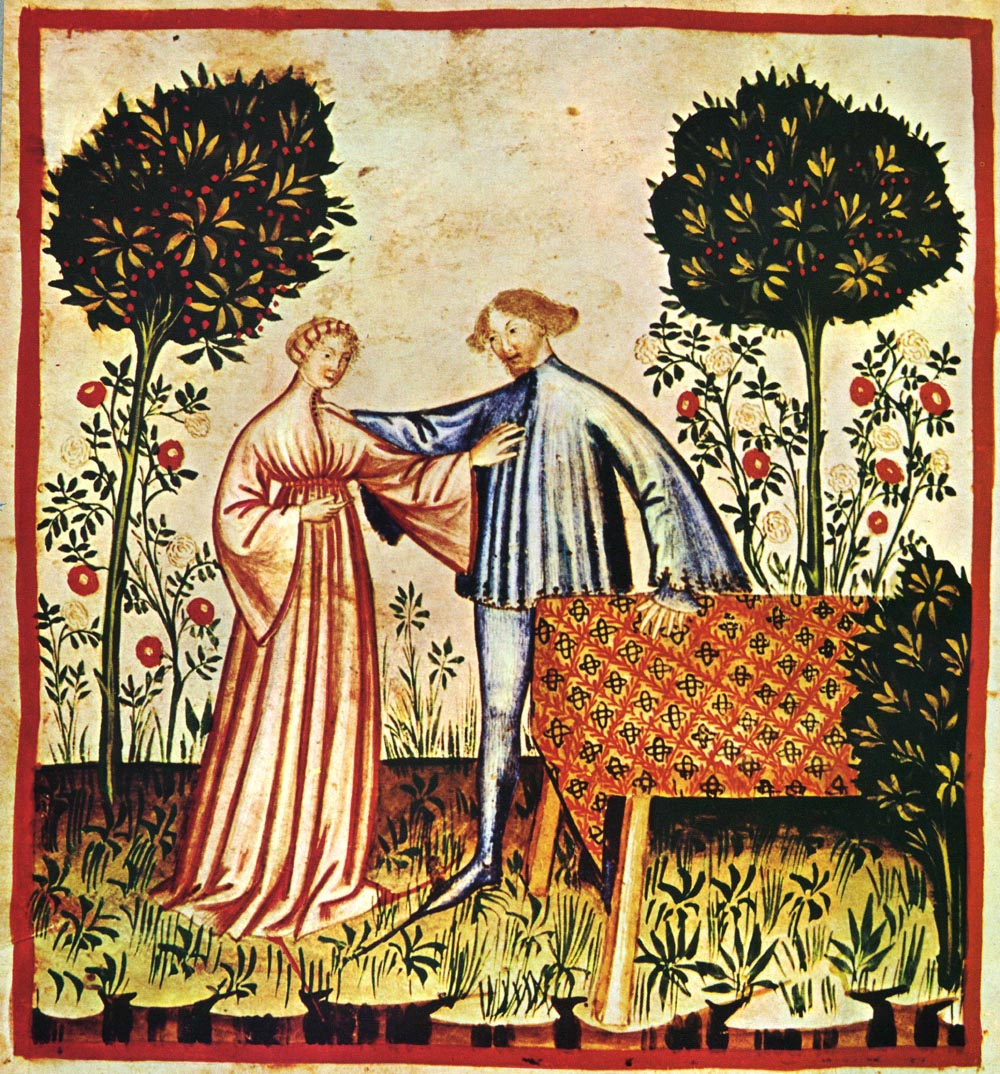
Personifikacja szczęścia ze średniowiecznego podręcznika Tacuinum Sanitatis

Kwestie religijne w Zadigu są też związane z kwestią, którą można uznać za główny temat powieści – opowieścią o poszukiwaniu szczęścia. Temat ten jest wprowadzany już w pierwszym rozdziale powiastki, w którym tego oto dowiadujemy się o głównym bohaterze:

Posiadając wielkie bogactwa, a co za tym idzie, przyjaciół, posiadając zdrowie, ujmującą powierzchowność, umysł bystry i pełen miary, serce szlachetne i szczere, mniemał, że zdoła być szczęśliwym.

Bohater szczęście usiłuje znaleźć najpierw przez małżeństwo. Dwukrotne próby znalezienia dobrej żony kończą się jednak niepowodzeniem. Błędnie poinformowana Semira odtrąca Zadiga, ponieważ „ma nieprzeparty wstręt do jednookich”; Azorę oddala sam Zadig, ponieważ okazuje się zakłamana i niewierna.
Dalej Zadig próbuje znaleźć szczęście w pracy naukowej i w dysputach z uczonymi, przez co o mało co nie trafia do więzienia, dwukrotnie musi zapłacić ogromną grzywnę, w końcu ledwie unika wbicia na pal. Zniechęcony do nauki, rzuca się w wir życia towarzyskiego, przez co, nas skutek nieszczęsnej tabliczki przełamanej na pół i intrygi Zawistnego, ponownie zostaje skazany na śmierć i w ostatniej chwili uratowany dzięki królewskiej papudze.
Kiedy zyskuje uznanie króla, Zadigowi wydaje się, że wreszcie osiągnął szczęście („Jestem tedy szczęśliwy!”), chociaż wkrótce nachodzi go refleksja, że „szczęście tak osobliwe może się rozwiać”, czemu przytakuje papuga (mówiąc: „Tak”). W istocie, „zakazana” miłość do Astarte, małżonki jego pana, oraz intrygi Zawistnego powodują katastrofę w życiu Zadiga, tym większą, im większe było owo szczęście, które, jak mu się wydawało, było jego udziałem.
Uciekający z ojczyzny Zadig zdaje sobie sprawę z nędzy ludzkiego losu: „W tej chwili wyobrażał sobie ludzi tym, czym są w istocie: robakami pożerającymi się wzajem na atomie błota”.
W późniejszych losach Zadiga chwile szczęścia i triumfu przeplatają się z pasmami porażek i klęsk, aż do rozwiązania akcji, jakim jest turniej rycerski w Babilonii – znowu dzień chwały dla Zadiga, a zaraz potem dzień klęski na skutek kradzieży jego zbroi przez Itobada. W tym miejscu powieści następuje jednak rozwiązanie zagadki zmiennych losów Zadiga i jednocześnie odwiecznej tajemnicy szczęścia. Okradziony ze swojego zwycięstwa, przechadzając się nad brzegiem Eufratu, Zadig spotyka pustelnika, który okazuje się aniołem Jefardem. Pustelnik odsłania przed Zadigem tajemnice Opatrzności:

Pustelnik utrzymywał wciąż, że drogi Opatrzności są nam tajne i że ludzie błądzą, sądząc o całości, z której znają ledwie nieskończenie drobną cząstkę. […] Człowiek niezdolny jest począć w sobie wrażenia ani myśli; przyjmuje wszystko; cierpienia i rozkosz przychodzą z zewnątrz, jak jego istnienie. […] Ludzie sądzą o wszystkim, nie wiedząc nic: ty bardziej od  innych wart byłeś, aby cię oświecić.

Kiedy Zadig na wywody pustelnika pyta: „Gdyby istniało tylko dobro, a zło wcale?”, w odpowiedzi słyszy:

Wówczas ziemia ta byłaby inną ziemią; związek wydarzeń byłby innym porządkiem mądrości, a porządek ten, który byłby doskonały, istnieje jedynie w wiekuistym mieszkaniu Najwyższej Istoty, do której zło nie może się zbliżyć. Istota ta stworzyła miliony światów, z których żaden nie może być podobny drugiemu. Ta olbrzymia rozmaitość jest właściwością Jej potęgi. Nie ma dwóch listków na ziemi, ani dwóch światów w nieskończonych przestworzach nieba, które by były podobne do siebie. Wszystko, co widzisz na tym atomie, na którymś się urodził, miało się spełnić w swoim miejscu i w oznaczonym czasie, wedle nieodmiennych wyroków tego, który ogarnia wszystko.

W słowach tych pobrzmiewają echa deterministycznej filozofii Gottfrieda Wilhelma Leibniza, filozofii mówiącej o Bogu, który ustalił praporządek świata i z którym wdawanie się w spory jest pozbawione sensu. Ze słów pustelnika wynika, że zło jest przyrodzoną cechą tego świata, konieczną też dla istnienia dobra.
W 12 lat po wydaniu Zadiga Voltaire powróci do tematu zła i filozofii Leibniza w swojej najsłynniejszej powiastce: Kandydzie.

## Paralele literackieZadiga

### Zadigjako powieść wschodnia

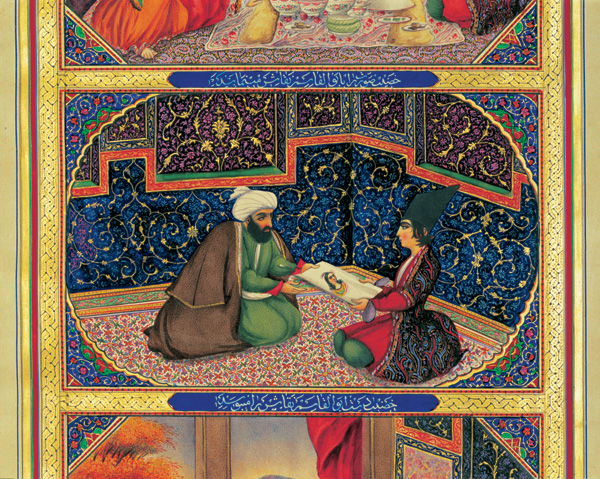
Ilustracja z Księgi tysiąca i jednej nocy

Zadig nosi podtytuł Powieść wschodnia i w oczywisty sposób nawiązuje do dzieł literatury orientalnej, przede wszystkim Księgi tysiąca i jednej nocy. Jest o tym też wyraźnie mowa w przedmowie, będącej jednocześnie dedykacją dla sułtanki Sheraa (czyli Anne-Louise, księżnej Maine):

[Książkę tę] spisano pierwotnie w języku starochaldejskim, którego ani ja, ani ty, pani, nie rozumiemy. Przełożono je na arabski, aby zabawić sławnego sułtana Ulug-beya. Było to w czasie, kiedy Arabowie i Persowie zaczynali pisać Tysiąc i jedną noc, Tysiąc i jeden dni etc. Ulug wolał „Zadiga”, ale sułtanki wolały owe tysiące.

Dalej Voltaire ustami sułtana Uluga (zresztą postaci historycznej i zasłużonej dla rozwoju nauki, zwłaszcza matematyki i astronomii) wskazuje na wyższość Zadiga nad Baśniami tysiąca i jednej nocy, które, w przeciwieństwie do Zadiga, są „opowieściami bez sensu i myśli”.
W warstwie literackiej Zadig czerpie też jednak w wielu innych dzieł, przede wszystkim romansów rycerskich, w tym Orlanda szalonego Ludovico Ariosto. Do motywów wziętych z tej literatury należy wątek nieszczęśliwej, „zakazanej”, miłości protagonisty powieści do żony jego władcy – Astarte, wędrówki Zadiga po świecie, podczas których przeżywa fanatyczne przygody, wreszcie turniej rycerski, będący wspaniałym finałem przygód szlachetnego bohatera.

### Zadigjako prekursor literatury detektywistycznej
Te oddziaływania literackie są jednak widoczne również w drugą stronę – we wpływie Zadiga na późniejszą literaturę. Uważa się na przykład, że Zadig pośrednio przyczynił się do rozwoju XIX-wiecznej i XX-wiecznej literatury detektywistycznej, mianowicie dzięki rozdziałowi III („Koń i pies”). W rozdziale tym spacerujący po lesie Zadig spotyka eunucha, który pyta go, czy nie widział zaginionego psa królowej. Zadig najpierw poprawia go, że była to suka, nie pies, potrafi ją dokładnie opisać („suczka bolońska, bardzo mała […], niedawno miała młode, kuleje na przednią łapkę i uszy ma bardzo długie”), jednocześnie twierdzi jednak, że nigdy jej nie widział i że nawet nie wiedział, że królowa ma suczkę. Zaraz potem ma miejsce identyczna sytuacja z koniem, który uciekł z królewskich stajni.
Postawiony przed sądem, Zadig wyjaśnia, w jaki sposób był w stanie tak dokładnie opisać psa, którego nigdy nie widział:

Przechadzałem się w lasku […] Ujrzałem na piasku ślady i poznałem bez trudu, że to są ślady małego pieska. Wiotkie a długie bruzdy, wyżłobione na lekkich wyniosłościach piasku między śladami łapek, dały mi poznać, że to była suka z obwisłymi wymionami, zatem oszczeniła się niedawno. Inne ślady, odmienne, jak gdyby ustawicznie zamiatające piasek obok przednich łapek, pouczyły mnie, że ma bardzo długie uszy; że zaś zauważyłem, iż jeden ze śladów był stale płytszy niż trzy inne, domyśliłem się, że suka dostojnej królowej jest nieco chroma, jeśli wolno tak się wyrazić.

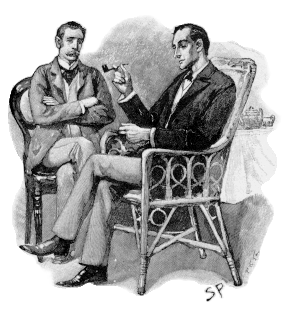
Sherlock Holmes i dr Watson

Powyższa metoda rozumowego odgadywania faktów została później przedstawiona w noweli Zabójstwo przy Rue Morgue Edgara Allana Poe z 1841 r., uważanej za pierwszy utwór detektywistyczny w literaturze światowej. Na noweli tej wzorował się z kolei Arthur Conan Doyle, tworząc postać prywatnego detektywa Sherlocka Holmesa. Sherlock Holmes wielokrotnie wyjaśnia swojemu towarzyszowi dr. Watsonowi, że w swojej pracy posługuje się dedukcją; w rzeczywistości sposób rozumowania Zadiga i później Sherlocka Holmesa to przykłady indukcji.
Wspomniany fragment Zadiga został również wykorzystany jako punkt wyjścia do rozważań na temat ewolucji w eseju On the Method of Zadig Thomasa Henry’ego Huxleya.